# 1884
Portal Geschichte | Portal Biografien | Aktuelle Ereignisse | Jahreskalender | Tagesartikel

◄ |
18. Jahrhundert |
19. Jahrhundert
| 20. Jahrhundert | ►

◄ |
1850er |
1860er |
1870er |
1880er
| 1890er | 1900er | 1910er | ►

◄◄ |
◄ |
1880 |
1881 |
1882 |
1883 |
1884
| 1885 | 1886 | 1887 | 1888 | ► | ►►
Staatsoberhäupter · Wahlen · Nekrolog   · Musikjahr   · Sportjahr
| Januar | Januar | Januar | Januar | Januar | Januar | Januar | Januar |
| Kw     | Mo     | Di     | Mi     | Do     | Fr     | Sa     | So     |
| ------ | ------ | ------ | ------ | ------ | ------ | ------ | ------ |
| 1      |        | 1      | 2      | 3      | 4      | 5      | 6      |
| 2      | 7      | 8      | 9      | 10     | 11     | 12     | 13     |
| 3      | 14     | 15     | 16     | 17     | 18     | 19     | 20     |
| 4      | 21     | 22     | 23     | 24     | 25     | 26     | 27     |
| 5      | 28     | 29     | 30     | 31     |        |        |        |

| Februar | Februar | Februar | Februar | Februar | Februar | Februar | Februar |
| Kw      | Mo      | Di      | Mi      | Do      | Fr      | Sa      | So      |
| ------- | ------- | ------- | ------- | ------- | ------- | ------- | ------- |
| 5       |         |         |         |         | 1       | 2       | 3       |
| 6       | 4       | 5       | 6       | 7       | 8       | 9       | 10      |
| 7       | 11      | 12      | 13      | 14      | 15      | 16      | 17      |
| 8       | 18      | 19      | 20      | 21      | 22      | 23      | 24      |
| 9       | 25      | 26      | 27      | 28      | 29      |         |         |

| März | März | März | März | März | März | März | März |
| Kw   | Mo   | Di   | Mi   | Do   | Fr   | Sa   | So   |
| ---- | ---- | ---- | ---- | ---- | ---- | ---- | ---- |
| 9    |      |      |      |      |      | 1    | 2    |
| 10   | 3    | 4    | 5    | 6    | 7    | 8    | 9    |
| 11   | 10   | 11   | 12   | 13   | 14   | 15   | 16   |
| 12   | 17   | 18   | 19   | 20   | 21   | 22   | 23   |
| 13   | 24   | 25   | 26   | 27   | 28   | 29   | 30   |
| 14   | 31   |      |      |      |      |      |      |

| April | April | April | April | April | April | April | April |
| Kw    | Mo    | Di    | Mi    | Do    | Fr    | Sa    | So    |
| ----- | ----- | ----- | ----- | ----- | ----- | ----- | ----- |
| 14    |       | 1     | 2     | 3     | 4     | 5     | 6     |
| 15    | 7     | 8     | 9     | 10    | 11    | 12    | 13    |
| 16    | 14    | 15    | 16    | 17    | 18    | 19    | 20    |
| 17    | 21    | 22    | 23    | 24    | 25    | 26    | 27    |
| 18    | 28    | 29    | 30    |       |       |       |       |

| Mai | Mai | Mai | Mai | Mai | Mai | Mai | Mai |
| Kw  | Mo  | Di  | Mi  | Do  | Fr  | Sa  | So  |
| --- | --- | --- | --- | --- | --- | --- | --- |
| 18  |     |     |     | 1   | 2   | 3   | 4   |
| 19  | 5   | 6   | 7   | 8   | 9   | 10  | 11  |
| 20  | 12  | 13  | 14  | 15  | 16  | 17  | 18  |
| 21  | 19  | 20  | 21  | 22  | 23  | 24  | 25  |
| 22  | 26  | 27  | 28  | 29  | 30  | 31  |     |

| Juni | Juni | Juni | Juni | Juni | Juni | Juni | Juni |
| Kw   | Mo   | Di   | Mi   | Do   | Fr   | Sa   | So   |
| ---- | ---- | ---- | ---- | ---- | ---- | ---- | ---- |
| 22   |      |      |      |      |      |      | 1    |
| 23   | 2    | 3    | 4    | 5    | 6    | 7    | 8    |
| 24   | 9    | 10   | 11   | 12   | 13   | 14   | 15   |
| 25   | 16   | 17   | 18   | 19   | 20   | 21   | 22   |
| 26   | 23   | 24   | 25   | 26   | 27   | 28   | 29   |
| 27   | 30   |      |      |      |      |      |      |

| Juli | Juli | Juli | Juli | Juli | Juli | Juli | Juli |
| Kw   | Mo   | Di   | Mi   | Do   | Fr   | Sa   | So   |
| ---- | ---- | ---- | ---- | ---- | ---- | ---- | ---- |
| 27   |      | 1    | 2    | 3    | 4    | 5    | 6    |
| 28   | 7    | 8    | 9    | 10   | 11   | 12   | 13   |
| 29   | 14   | 15   | 16   | 17   | 18   | 19   | 20   |
| 30   | 21   | 22   | 23   | 24   | 25   | 26   | 27   |
| 31   | 28   | 29   | 30   | 31   |      |      |      |

| August | August | August | August | August | August | August | August |
| Kw     | Mo     | Di     | Mi     | Do     | Fr     | Sa     | So     |
| ------ | ------ | ------ | ------ | ------ | ------ | ------ | ------ |
| 31     |        |        |        |        | 1      | 2      | 3      |
| 32     | 4      | 5      | 6      | 7      | 8      | 9      | 10     |
| 33     | 11     | 12     | 13     | 14     | 15     | 16     | 17     |
| 34     | 18     | 19     | 20     | 21     | 22     | 23     | 24     |
| 35     | 25     | 26     | 27     | 28     | 29     | 30     | 31     |

| September | September | September | September | September | September | September | September |
| Kw        | Mo        | Di        | Mi        | Do        | Fr        | Sa        | So        |
| --------- | --------- | --------- | --------- | --------- | --------- | --------- | --------- |
| 36        | 1         | 2         | 3         | 4         | 5         | 6         | 7         |
| 37        | 8         | 9         | 10        | 11        | 12        | 13        | 14        |
| 38        | 15        | 16        | 17        | 18        | 19        | 20        | 21        |
| 39        | 22        | 23        | 24        | 25        | 26        | 27        | 28        |
| 40        | 29        | 30        |           |           |           |           |           |

| Oktober | Oktober | Oktober | Oktober | Oktober | Oktober | Oktober | Oktober |
| Kw      | Mo      | Di      | Mi      | Do      | Fr      | Sa      | So      |
| ------- | ------- | ------- | ------- | ------- | ------- | ------- | ------- |
| 40      |         |         | 1       | 2       | 3       | 4       | 5       |
| 41      | 6       | 7       | 8       | 9       | 10      | 11      | 12      |
| 42      | 13      | 14      | 15      | 16      | 17      | 18      | 19      |
| 43      | 20      | 21      | 22      | 23      | 24      | 25      | 26      |
| 44      | 27      | 28      | 29      | 30      | 31      |         |         |

| November | November | November | November | November | November | November | November |
| Kw       | Mo       | Di       | Mi       | Do       | Fr       | Sa       | So       |
| -------- | -------- | -------- | -------- | -------- | -------- | -------- | -------- |
| 44       |          |          |          |          |          | 1        | 2        |
| 45       | 3        | 4        | 5        | 6        | 7        | 8        | 9        |
| 46       | 10       | 11       | 12       | 13       | 14       | 15       | 16       |
| 47       | 17       | 18       | 19       | 20       | 21       | 22       | 23       |
| 48       | 24       | 25       | 26       | 27       | 28       | 29       | 30       |

| Dezember | Dezember | Dezember | Dezember | Dezember | Dezember | Dezember | Dezember |
| Kw       | Mo       | Di       | Mi       | Do       | Fr       | Sa       | So       |
| -------- | -------- | -------- | -------- | -------- | -------- | -------- | -------- |
| 49       | 1        | 2        | 3        | 4        | 5        | 6        | 7        |
| 50       | 8        | 9        | 10       | 11       | 12       | 13       | 14       |
| 51       | 15       | 16       | 17       | 18       | 19       | 20       | 21       |
| 52       | 22       | 23       | 24       | 25       | 26       | 27       | 28       |
| 1        | 29       | 30       | 31       |          |          |          |          |

| Januar | Januar | Januar | Januar | Januar | Januar | Januar | Januar |
| Kw     | Mo     | Di     | Mi     | Do     | Fr     | Sa     | So     |
| ------ | ------ | ------ | ------ | ------ | ------ | ------ | ------ |
| 1      |        | 1      | 2      | 3      | 4      | 5      | 6      |
| 2      | 7      | 8      | 9      | 10     | 11     | 12     | 13     |
| 3      | 14     | 15     | 16     | 17     | 18     | 19     | 20     |
| 4      | 21     | 22     | 23     | 24     | 25     | 26     | 27     |
| 5      | 28     | 29     | 30     | 31     |        |        |        |

| Februar | Februar | Februar | Februar | Februar | Februar | Februar | Februar |
| Kw      | Mo      | Di      | Mi      | Do      | Fr      | Sa      | So      |
| ------- | ------- | ------- | ------- | ------- | ------- | ------- | ------- |
| 5       |         |         |         |         | 1       | 2       | 3       |
| 6       | 4       | 5       | 6       | 7       | 8       | 9       | 10      |
| 7       | 11      | 12      | 13      | 14      | 15      | 16      | 17      |
| 8       | 18      | 19      | 20      | 21      | 22      | 23      | 24      |
| 9       | 25      | 26      | 27      | 28      | 29      |         |         |

| März | März | März | März | März | März | März | März |
| Kw   | Mo   | Di   | Mi   | Do   | Fr   | Sa   | So   |
| ---- | ---- | ---- | ---- | ---- | ---- | ---- | ---- |
| 9    |      |      |      |      |      | 1    | 2    |
| 10   | 3    | 4    | 5    | 6    | 7    | 8    | 9    |
| 11   | 10   | 11   | 12   | 13   | 14   | 15   | 16   |
| 12   | 17   | 18   | 19   | 20   | 21   | 22   | 23   |
| 13   | 24   | 25   | 26   | 27   | 28   | 29   | 30   |
| 14   | 31   |      |      |      |      |      |      |

| April | April | April | April | April | April | April | April |
| Kw    | Mo    | Di    | Mi    | Do    | Fr    | Sa    | So    |
| ----- | ----- | ----- | ----- | ----- | ----- | ----- | ----- |
| 14    |       | 1     | 2     | 3     | 4     | 5     | 6     |
| 15    | 7     | 8     | 9     | 10    | 11    | 12    | 13    |
| 16    | 14    | 15    | 16    | 17    | 18    | 19    | 20    |
| 17    | 21    | 22    | 23    | 24    | 25    | 26    | 27    |
| 18    | 28    | 29    | 30    |       |       |       |       |

| Mai | Mai | Mai | Mai | Mai | Mai | Mai | Mai |
| Kw  | Mo  | Di  | Mi  | Do  | Fr  | Sa  | So  |
| --- | --- | --- | --- | --- | --- | --- | --- |
| 18  |     |     |     | 1   | 2   | 3   | 4   |
| 19  | 5   | 6   | 7   | 8   | 9   | 10  | 11  |
| 20  | 12  | 13  | 14  | 15  | 16  | 17  | 18  |
| 21  | 19  | 20  | 21  | 22  | 23  | 24  | 25  |
| 22  | 26  | 27  | 28  | 29  | 30  | 31  |     |

| Juni | Juni | Juni | Juni | Juni | Juni | Juni | Juni |
| Kw   | Mo   | Di   | Mi   | Do   | Fr   | Sa   | So   |
| ---- | ---- | ---- | ---- | ---- | ---- | ---- | ---- |
| 22   |      |      |      |      |      |      | 1    |
| 23   | 2    | 3    | 4    | 5    | 6    | 7    | 8    |
| 24   | 9    | 10   | 11   | 12   | 13   | 14   | 15   |
| 25   | 16   | 17   | 18   | 19   | 20   | 21   | 22   |
| 26   | 23   | 24   | 25   | 26   | 27   | 28   | 29   |
| 27   | 30   |      |      |      |      |      |      |

| Juli | Juli | Juli | Juli | Juli | Juli | Juli | Juli |
| Kw   | Mo   | Di   | Mi   | Do   | Fr   | Sa   | So   |
| ---- | ---- | ---- | ---- | ---- | ---- | ---- | ---- |
| 27   |      | 1    | 2    | 3    | 4    | 5    | 6    |
| 28   | 7    | 8    | 9    | 10   | 11   | 12   | 13   |
| 29   | 14   | 15   | 16   | 17   | 18   | 19   | 20   |
| 30   | 21   | 22   | 23   | 24   | 25   | 26   | 27   |
| 31   | 28   | 29   | 30   | 31   |      |      |      |

| August | August | August | August | August | August | August | August |
| Kw     | Mo     | Di     | Mi     | Do     | Fr     | Sa     | So     |
| ------ | ------ | ------ | ------ | ------ | ------ | ------ | ------ |
| 31     |        |        |        |        | 1      | 2      | 3      |
| 32     | 4      | 5      | 6      | 7      | 8      | 9      | 10     |
| 33     | 11     | 12     | 13     | 14     | 15     | 16     | 17     |
| 34     | 18     | 19     | 20     | 21     | 22     | 23     | 24     |
| 35     | 25     | 26     | 27     | 28     | 29     | 30     | 31     |

| September | September | September | September | September | September | September | September |
| Kw        | Mo        | Di        | Mi        | Do        | Fr        | Sa        | So        |
| --------- | --------- | --------- | --------- | --------- | --------- | --------- | --------- |
| 36        | 1         | 2         | 3         | 4         | 5         | 6         | 7         |
| 37        | 8         | 9         | 10        | 11        | 12        | 13        | 14        |
| 38        | 15        | 16        | 17        | 18        | 19        | 20        | 21        |
| 39        | 22        | 23        | 24        | 25        | 26        | 27        | 28        |
| 40        | 29        | 30        |           |           |           |           |           |

| Oktober | Oktober | Oktober | Oktober | Oktober | Oktober | Oktober | Oktober |
| Kw      | Mo      | Di      | Mi      | Do      | Fr      | Sa      | So      |
| ------- | ------- | ------- | ------- | ------- | ------- | ------- | ------- |
| 40      |         |         | 1       | 2       | 3       | 4       | 5       |
| 41      | 6       | 7       | 8       | 9       | 10      | 11      | 12      |
| 42      | 13      | 14      | 15      | 16      | 17      | 18      | 19      |
| 43      | 20      | 21      | 22      | 23      | 24      | 25      | 26      |
| 44      | 27      | 28      | 29      | 30      | 31      |         |         |

| November | November | November | November | November | November | November | November |
| Kw       | Mo       | Di       | Mi       | Do       | Fr       | Sa       | So       |
| -------- | -------- | -------- | -------- | -------- | -------- | -------- | -------- |
| 44       |          |          |          |          |          | 1        | 2        |
| 45       | 3        | 4        | 5        | 6        | 7        | 8        | 9        |
| 46       | 10       | 11       | 12       | 13       | 14       | 15       | 16       |
| 47       | 17       | 18       | 19       | 20       | 21       | 22       | 23       |
| 48       | 24       | 25       | 26       | 27       | 28       | 29       | 30       |

| Dezember | Dezember | Dezember | Dezember | Dezember | Dezember | Dezember | Dezember |
| Kw       | Mo       | Di       | Mi       | Do       | Fr       | Sa       | So       |
| -------- | -------- | -------- | -------- | -------- | -------- | -------- | -------- |
| 49       | 1        | 2        | 3        | 4        | 5        | 6        | 7        |
| 50       | 8        | 9        | 10       | 11       | 12       | 13       | 14       |
| 51       | 15       | 16       | 17       | 18       | 19       | 20       | 21       |
| 52       | 22       | 23       | 24       | 25       | 26       | 27       | 28       |
| 1        | 29       | 30       | 31       |          |          |          |          |

## Ereignisse

### Politik und Weltgeschehen

#### Europa
- 1. Januar: Emil Welti wird zum fünften Mal Bundespräsident der Schweiz.
- 4. Januar: Die intellektuelle Fabian Society wird ins Leben gerufen, ein Vorläufer der britischen Labour Party.
- 27. März: Der Dreikaiserbund wird ungeachtet der Spannungen zwischen Österreich-Ungarn und Russland verlängert.
- 28. Oktober: Bei der Reichstagswahl im Deutschen Kaiserreich verzeichnen die linksliberalen Parteien Verluste, während die Konservativen und Sozialdemokraten hinzugewinnen.
- Im Zuge seiner Sozialgesetzgebung führt Otto von Bismarck die Unfallversicherung in Deutschland ein.

#### Afrika
- 4. Februar: Während des Mahdi-Aufstands gelingt es einer Streitmacht unter dem Sklavenhändler Osman Digna ein von Valentine Baker befehligtes anglo-ägyptisches Heer bei at-Taib im östlichen Sudan zu besiegen.
- 24. April: Der nach den Brüdern Adolf und August Lüderitz Lüderitzland genannte Küstenstreifen im Hinterland der Lüderitzbucht im Süden Afrikas wird unter den Schutz der deutschen Reichsregierung gestellt und so zum Ausgangspunkt des „Schutzgebietes“ Deutsch-Südwestafrika.
- 5. Juli: Togo wird unter Mitwirkung von Gustav Nachtigal als Schutzgebiet deutsche Kolonie.
- 14. Juli: Kamerun wird deutsche Kolonie und damit ebenfalls Teil Deutsch-Westafrikas.
- 7. August: Die Kriegsschiffe Leipzig und Elisabeth nehmen in der Bucht von Angra Pequeña das Lüderitzland (Südwestafrika) für das Deutsche Reich in Besitz.
- 16. August: Zu den Burenrepubliken in Südafrika kommt die von Söldnern proklamierte Nieuwe Republiek hinzu.
- 10. November: Carl Peters kommt auf Sansibar an und beginnt „Schutzverträge“ zu schließen, aus denen später die Kolonie Deutsch-Ostafrika entsteht.
- 15. November: Es beginnt die Berliner Kongokonferenz, an deren Ende die Aufteilung Afrikas in Kolonialgebiete steht.

#### Amerika
- 4. April: Chile und Bolivien schließen im Salpeterkrieg ein unbefristetes Waffenstillstandsabkommen im Vertrag von Valparaíso. Die Küstenprovinz mit Antofagasta als Hauptstadt fällt an das Nachbarland. Bolivien wird ein Binnenstaat.

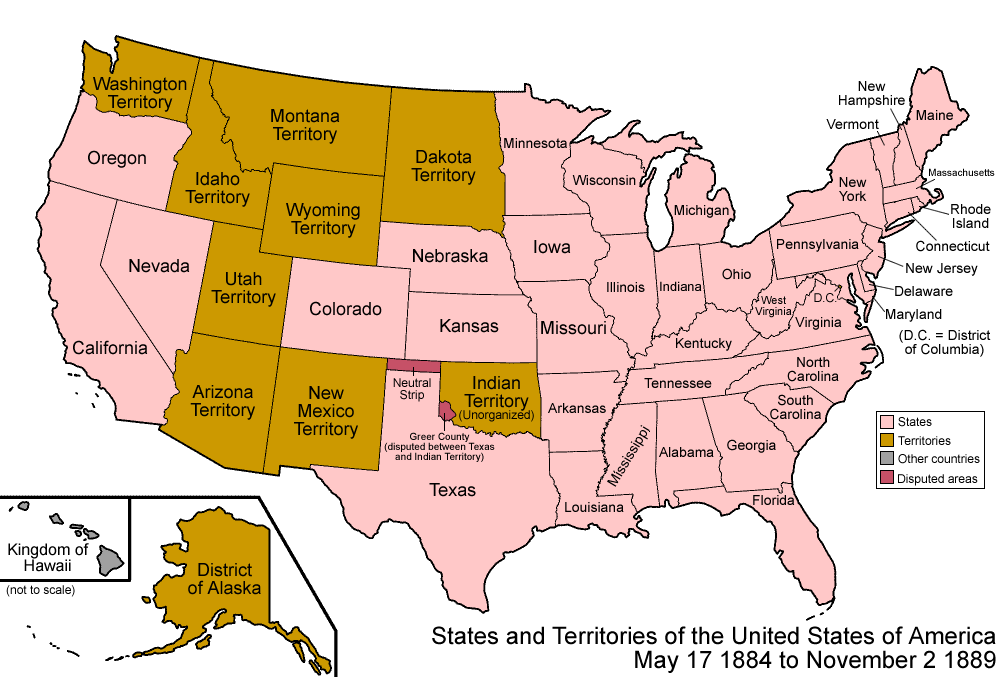
Vereinigte Staaten 1884

- 17. Mai: Alaska erhält eine Zivilverwaltung und wird US-amtlich zum District of Alaska umbenannt.
- 4. November: Präsidentschaftswahl in den Vereinigten Staaten: Der Demokrat Grover Cleveland wird zum neuen US-Präsidenten gewählt und triumphiert über seinen republikanischen Gegenkandidaten James G. Blaine. Er ist seit 1856 der erste Demokrat, dem es gelingt eine Wahl zu gewinnen. Amtsinhaber Chester A. Arthur wurde von seiner Partei nicht erneut aufgestellt.
- Aufstand der Métis gegen die kanadische Regierung
- Durch eine Änderung des Indian Acts wird in Kanada der Potlatch verboten.

#### Asien
- August: Der Chinesisch-Französische Krieg beginnt.
- 4. Dezember: Der reformorientierte Gapsin-Putsch im Korea beginnt. Er wird nach drei Tagen mit Hilfe von chinesischen Truppen niedergeschlagen.

#### Ozeanien
- 3. November: Auf Matupi im späteren Bismarck-Archipel wird offiziell die deutsche Flagge gehisst.
- 6. November: Das Territorium Papua wird zum britischen Protektorat erklärt.

#### Internationale Konferenzen
- 14. März: In Paris wird bei dem Telegrafenkongress eine internationale Konvention zum Schutz der unterseeischen Kabel vereinbart.
- 13. Oktober: Die Internationale Meridiankonferenz in Washington, DC fällt einen Beschluss über die Zeitzonen. Der Meridian von Greenwich wird internationaler Nullmeridian.

### Wirtschaft

#### Patente
- 12. Februar: Lewis Edson Waterman erhält das US-Patent Nummer 293545 auf den von ihm erfundenen Füllfederhalter.
- 8. August: George Eastman und sein Assistent William Walker melden den Stripping-Film, einen papierenen Rollfilm, zum Patent an.
- 26. August: Ottmar Mergenthaler erhält das Patent für eine frühe Version der Linotype-Setzmaschine.

#### Unternehmensgründungen
- 26. Juni: In Mannheim wird die Zellstofffabrik Waldhof gegründet, ein Vorläufer der Papierwerke Waldhof-Aschaffenburg.
- 1. Oktober: Die dänische Tageszeitung Politiken wird von drei liberalen Schriftstellern gegründet.
- 18. Dezember: Die Erstausgabe des Svenska Dagbladet erscheint in Stockholm.
- In Neumarkt in der Oberpfalz wird die erste Fahrradfabrik Europas gegründet, die Express Werke.

#### Verkehr
- 18. Februar: In Frankfurt am Main und Oberrad wird der erste Abschnitt der Frankfurt-Offenbacher Trambahn und deren bahneigenes Kraftwerk eröffnet.

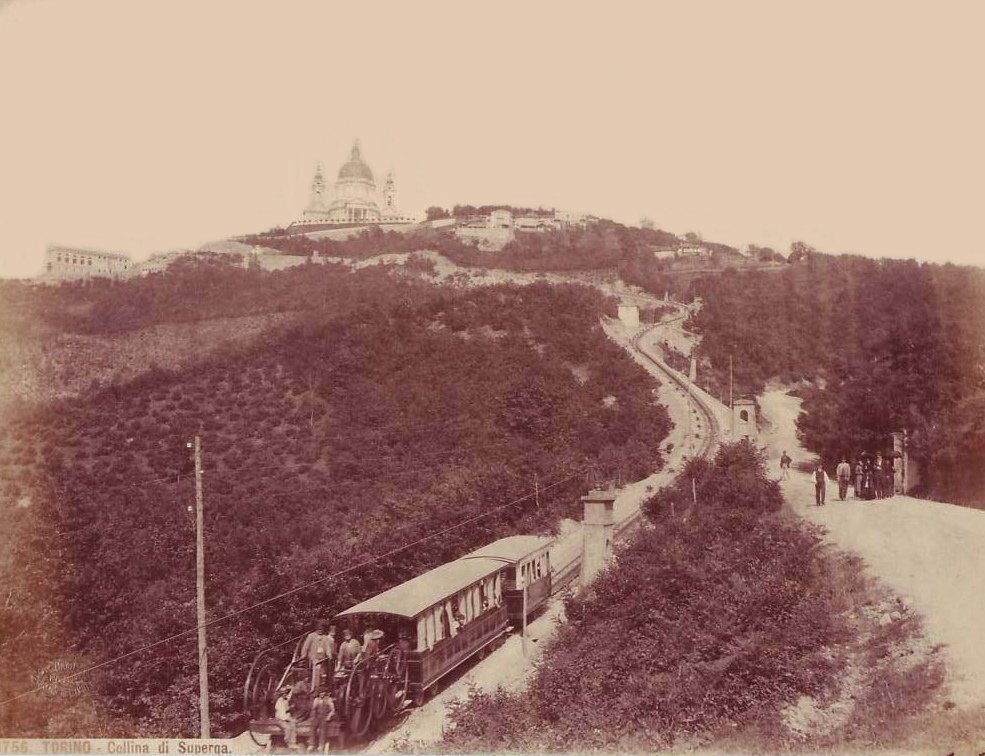
Standseilbahn Sassi-Superga nach dem System Agudio (mit komplett offenem Antriebswagen)

- 27. April: Die Zahnradbahn Sassi–Superga in Turin wird eröffnet.
- 30. August: In der Bronx wird die Pelham Park and City Island Railroad gegründet.
- 8. September Die Altona-Kaltenkirchener Eisenbahn-Gesellschaft (AKE) eröffnet die Eisenbahnstrecke von Altona (Gärlerplatz) nach Kaltenkirchen.
- 10. September: Die Straßenbahn Osijek geht als Pferdestraßenbahn in Betrieb.
- 16. September: Eröffnung der Lößnitzgrundbahn als 3. sächsische Schmalspurbahn
- Die Corcovado-Bergbahn in Rio de Janeiro wird eröffnet.

#### Sonstiges
- 22. März: Ecuador führt als Landeswährung den Sucre ein.
- 1. Dezember: Die Krankenversicherung der Arbeiter tritt im deutschen Kaiserreich in Kraft. Die Arbeitgeber bringen ein Drittel, die Arbeiter zwei Drittel der Beiträge auf. Die Reform ist ein Meilenstein in der Geschichte der Sozialversicherung in Deutschland.
- 16. Dezember: Die Weltausstellung in New Orleans, Louisiana, wird eröffnet.

### Wissenschaft und Technik
- 9. Juni: Der deutsche Kaiser Wilhelm I. legt den Grundstein für das Berliner Reichstagsgebäude, das nach den Plänen des Architekten Paul Wallot errichtet wird.
- 3. August: Lewis A. Swift entdeckt im Sternbild Andromeda die als NGC 27 katalogisierte Galaxie.
- 9. August: Das erste steuerbare Luftschiff, die La France, kreist eine Runde über dem Ort Chalais-Mendon in Frankreich. Das Luftschiff wurde von Charles Renard, seinem Bruder Paul und Hauptmann Arthur H. C. Krebs entwickelt.
- 17. August: Barnards Galaxie im Sternbild Schütze wird von ihrem Namensgeber Edward Emerson Barnard bei astronomischen Beobachtungen aufgespürt.
- 22. September: Der Astronom Guillaume Bigourdan findet im Sternbild Andromeda die als NGC 76 bezeichnete Galaxie.
- 24. Oktober: Guillaume Bigourdan entdeckt im Sternbild Andromeda die Galaxie NGC 96.
- 14. November: Guillaume Bigourdan beobachtet erstmals im Sternbild Andromeda die Galaxien NGC 79, NGC 84 und NGC 94-1.
- Ludwig Boltzmann begründet das von Josef Stefan gefundene Gesetz über die Gesamtstrahlungsleistung (Stefan-Boltzmann-Gesetz, siehe 1879).

### Kultur

#### Bildende Kunst

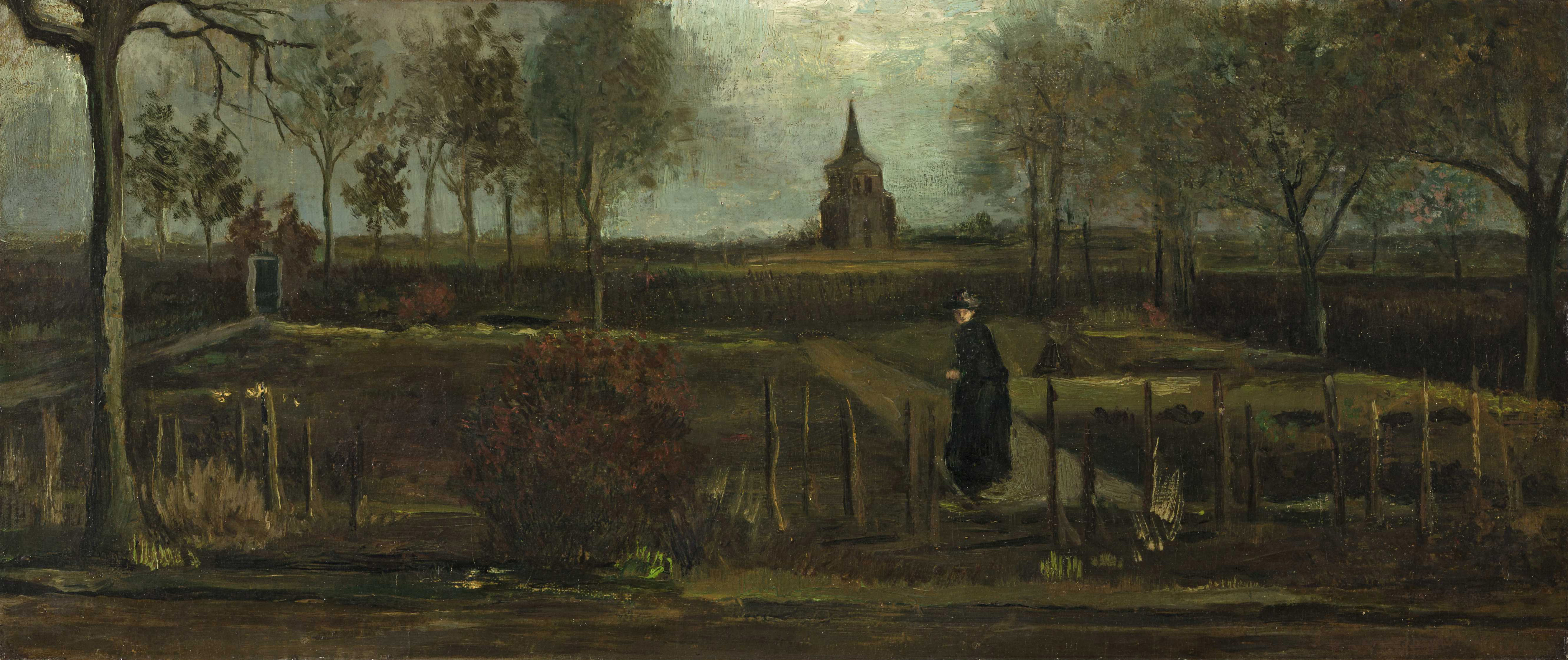
Der Pfarrgarten von Nuenen im Frühjahr, Vincent van Gogh, Öl auf Papier auf Holz

- Mai: Vincent van Gogh malt das Ölgemälde Der Pfarrgarten von Nuenen im Frühjahr.
- 29. Juli: In Paris wird die Vereinigung Société des Artistes Indépendants gegründet, die sich zum Ziel setzt, Kunstwerke durch das Publikum selbst bewerten zu lassen.

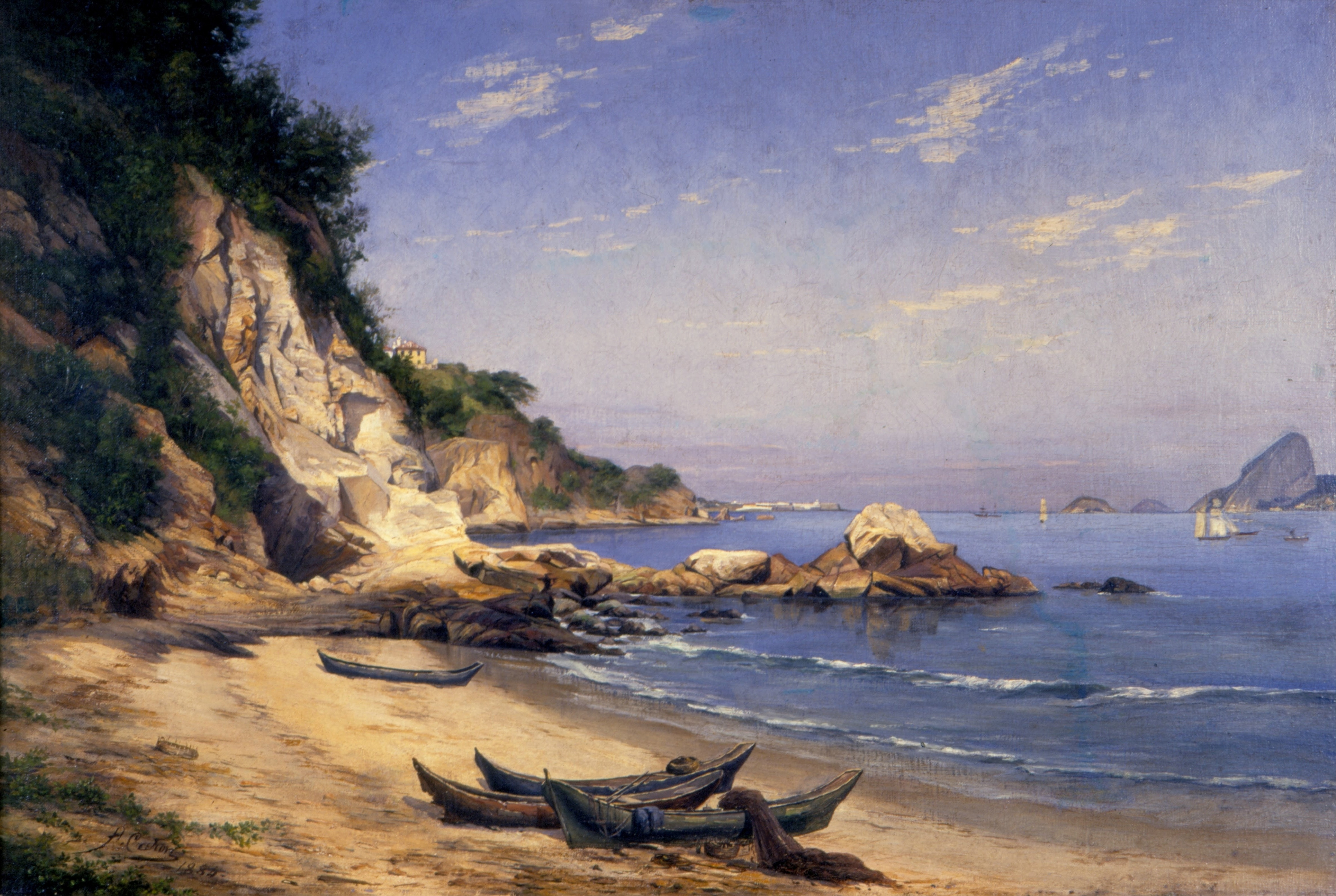
Hipólito Boaventura Caron: Praia da Boa Viagem 1884

- Johann Georg Grimm, deutscher Gastprofessor für Landschaftsmalerei an der Academia Impérial de Belas Artes in Rio de Janeiro, verlängert wegen ständiger Auseinandersetzungen mit der Akademieleitung seinen Vertrag nicht und geht nach Niterói. Seine treuesten Schüler folgen ihm dort an den Strand von Boa Viagem und beschäftigen sich mit Freilichtmalerei. Die informelle Gruppe, die nur rund zwei Jahre existiert, wird später als Grupo Grimm bekannt.
- Susan Hannah Macdowell heiratet Thomas Eakins.

#### Literatur

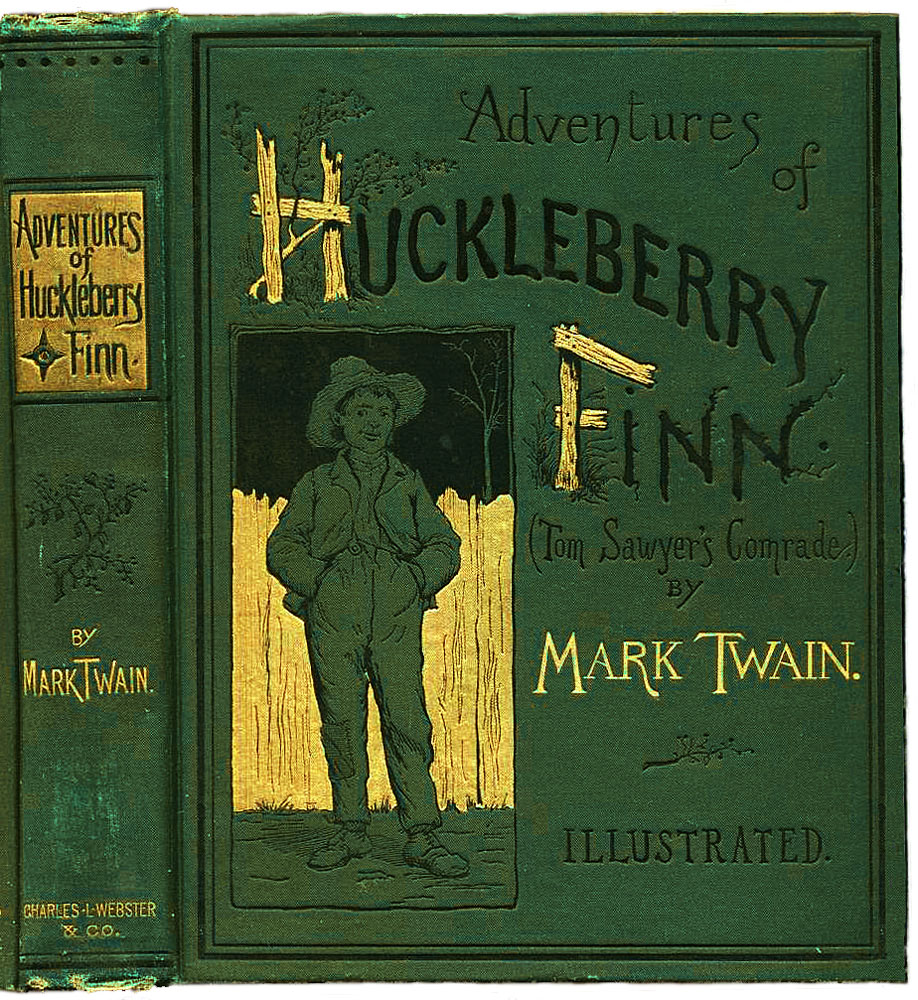
Buchdeckel der US-amerikanischen Erstausgabe

#### Musik und Theater
- 25. Januar: Am Theater an der Wien in Wien erfolgt die Uraufführung der Operette Gasparone von Karl Millöcker auf das Libretto von Friedrich Zell und Richard Genée.
- 31. Januar: Am Théâtre Royal in Antwerpen erfolgt die Uraufführung der Oper Pedro de Zalaméa von Benjamin Godard.
- 15. Februar: Die Oper Mazeppa von Pjotr Iljitsch Tschaikowski nach dem Gedicht Poltava von Alexander Puschkin wird am Bolschoi-Theater in Moskau uraufgeführt.
- 16. Mai: Das Wiener Stadttheater brennt nieder. Ein Wiederaufbau als Schauspielhaus wird wegen der neuen Brandschutzbestimmungen nicht zugelassen.
- 31. Mai: Die Oper Le Villi von Giacomo Puccini hat ihre Uraufführung am Teatro Dal Verme in Mailand. Das Libretto stammt von Ferdinando Fontana nach der Erzählung Les Willis von Alphonse Karr.

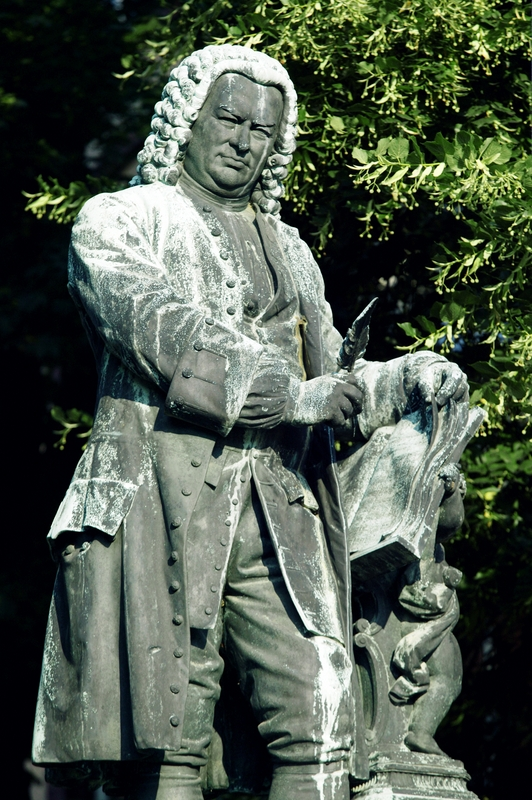
Bach-Denkmal in Eisenach

- 23. September: Das von Adolf von Donndorf entworfene und von Hermann Heinrich Howaldt in Braunschweig gegossene Bachdenkmal in Eisenach wird enthüllt.
- 31. Oktober: Die Uraufführung der Operette Der Feldprediger von Karl Millöcker findet am Theater an der Wien in Wien statt.

### Gesellschaft
- 28. Mai: In Bangalore nimmt der Chief Court of Mysore, der heutige Karnataka High Court, die Arbeit auf.

### Religion
- 30. August: In der Enzyklika Superiore anno unterstreicht Papst Leo XIII. sein Anliegen, den Rosenkranz mit unveränderter Intensität zu beten und erneuert die Ablässe für an bestimmten Tagen Betende.

### Katastrophen
- 18. Januar: Vor der Insel Martha’s Vineyard an der Küste des US-Bundesstaats Massachusetts sinkt der amerikanische Passagierdampfer City of Columbus nach einer Felskollision. 29 Menschen können gerettet werden, während 103 ertrinken oder im eiskalten Wasser erfrieren, darunter alle Frauen und Kinder an Bord.
- 3. April: Am Eingang zum Hafen Halifax wird das belgische Passagierschiff Daniel Steinmann im Sturm drei Mal gegen die Felsen eines Riffs geschleudert und sinkt (121 Tote).
- 18. April: Der britische Passagierdampfer State of Florida sinkt im Nordatlantik nach der Kollision mit einem Segelschiff. 130 Menschen sterben.
- 3. Oktober: Das dänische Schloss Christiansborg in Kopenhagen wird durch ein Feuer zerstört.

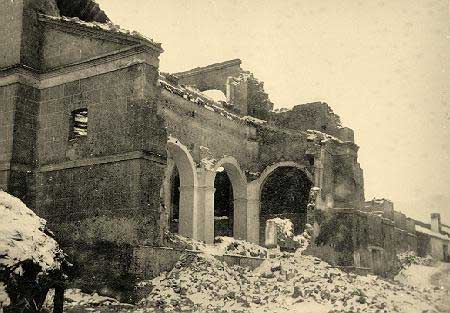
Die zerstörte Kirche von Zafarraya nach dem Erdbeben

- 25. Dezember: Beim nur 20 Sekunden dauernden Erdbeben von Andalusien 1884 kommen rund 900 Menschen ums Leben, über 1.500 werden verletzt.

### Sport
- 1. November: Die Gaelic Athletic Association for the Preservation and Cultivation of National Pastimes wird gegründet.

## Geboren

### Januar
- 01. Januar: Papa Celestin, US-amerikanischer Jazz-Trompeter, Kornettist, Sänger und Bandleader († 1954)
- 01. Januar: Edwin C. Johnson, US-amerikanischer Politiker († 1970)
- 01. Januar: George W. Meyer, US-amerikanischer Songwriter († 1959)
- 03. Januar: Kurt Johnen, deutscher Pianist, Musikpädagoge und Musikschriftsteller († 1965)
- 03. Januar: Eli Stanley Jones, US-amerikanischer evangelisch-methodistischer Theologe, Missionar in Indien, Redner, Buchautor und Berater († 1973)
- 03. Januar: Rudolf Koppitz, österreichischer Fotograf († 1936)
- 04. Januar: Hovhannes Baptist Apcar, persischer Bischof († 1967)
- 04. Januar: Max Brose, deutscher Kaufmann und Industrieller († 1968)
- 04. Januar: Adriano Lanza, italienischer Moderner Fünfkämpfer († 1975)
- 06. Januar: Charles-Albert Gounot CM, († 1953) französischer Ordensgeistlicher und römisch-katholischer Erzbischof von Karthago
- 08. Januar: Sophie Dorothea Eckener, deutsche Malerin, Grafikerin und Porträtmalerin († 1975)
- 10. Januar: Theodor Kärner, deutscher Porzellanbildner und Tierbildhauer († 1966)
- 10. Januar: Hossein Kazemzadeh, iranischer Lehrer, Journalist und Mystiker († 1962)
- 10. Januar: Yamamura Bochō, japanischer Lyriker († 1924)
- 11. Januar: Dietrich Wortmann, deutscher Ringer († 1952)
- 12. Januar: Paul Hunder, deutscher Fußballspieler († 1948)
- 12. Januar: Heinrich Lübbe, deutscher Maschinenbauingenieur und Erfinder († 1940)
- 12. Januar: Konrat Ziegler, deutscher klassischer Philologe († 1974)
- 15. Januar: Erwin Jacobi, deutscher Staats- und Kirchenrechtler († 1965)
- 15. Januar: William Mellody, US-amerikanischer Box-Weltmeister († 1919)
- 16. Januar: Jules Supervielle, französischer Lyriker, Verfasser von Bühnenwerken und Kurzgeschichten († 1960)
- 16. Januar: Frederick Dewhurst Yates, englischer Schachspieler († 1932)
- 17. Januar: Hermann Buchal, deutscher Komponist und Musikpädagoge († 1961)
- 19. Januar: Adalbert Defner, österreichischer Landschaftsfotograf († 1969)
- 21. Januar: Max Erwin von Scheubner-Richter, deutscher Diplomat und Führungsfigur der NSDAP († 1923)
- 23. Januar: George McManus, US-amerikanischer Cartoonist und Comiczeichner († 1954)
- 26. Januar: Roy Chapman Andrews, US-amerikanischer Forscher, Abenteurer und Paläontologe († 1960)
- 26. Januar: Edward Sapir, US-amerikanischer Ethnologe und Linguist († 1939)
- 27. Januar: Johannes Antonius James Barge, niederländischer Anatom († 1952)
- 28. Januar: Joseph Boulnois, französischer Komponist und Organist († 1918)
- 28. Januar: Auguste Piccard, Schweizer Wissenschaftler, Physiker und Erfinder († 1962)
- 28. Januar: Jean Félix Piccard, US-amerikanischer Chemiker und Ballonfahrer († 1963)
- 29. Januar: Juhan Aavik, estnischer Komponist († 1982)
- 29. Januar: Hans Adlhoch, deutscher Politiker († 1945)
- 29. Januar: Douglass Cadwallader, US-amerikanischer Golf († 1971)
- 30. Januar: Pedro Pablo Ramírez Machuca, argentinischer Präsident († 1962)
- 31. Januar: Edgar Haßmann, lettischer Pastor und evangelischer Märtyrer († 1919)

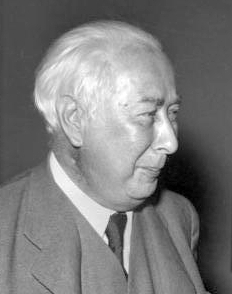
Theodor Heuss, 1953

- 31. Januar: Theodor Heuss, deutscher Politiker, 1. Bundespräsident der BRD († 1963)

### Februar
- 01. Februar: Hedwig Josephi, deutsche Malerin († 1969)
- 01. Februar: Jewgeni Iwanowitsch Samjatin, russischer Revolutionär und Schriftsteller († 1937)
- 01. Februar: Hans Weymar, deutscher Fußballspieler († 1959)
- 02. Februar: Theodor Arps, deutscher Marineoffizier († 1947)
- 02. Februar: Julius Deutsch, österreichischer Politiker († 1968)
- 02. Februar: Józef Turczyński, polnischer Pianist und Musikpädagoge († 1953)
- 03. Februar: Robert W. Upton, US-amerikanischer Politiker († 1972)
- 07. Februar: Achille Liénart, französischer Geistlicher, Bischof von Lille und Kardinal der römisch-katholischen Kirche († 1973)
- 08. Februar: Albert Debrunner, Schweizer Altphilologe und Sprachwissenschaftler († 1958)
- 08. Februar: John Moore-Brabazon, britischer Luftfahrtpionier und konservativer Politiker und Automobilrennfahrer († 1964)
- 08. Februar: Willy Schmitter, deutscher Radrennfahrer († 1905)
- 11. Februar: Paul Christiaan Flu, surinamischer Tropenmediziner († 1945)
- 11. Februar: Alfonso Leng, chilenischer Komponist und Odontologe († 1974)
- 12. Februar: Max Beckmann, deutscher Maler und Graphiker († 1950)
- 13. Februar: Franz Max Anderlohr, deutscher Elektroingenieur († 1961)
- 13. Februar: Halfdan Bjølgerud, norwegischer Hochspringer († 1970)
- 15. Februar: Émile Bourdon, französischer Organist und Komponist († 1974)
- 16. Februar: Robert J. Flaherty, US-amerikanischer Filmemacher († 1951)
- 16. Februar: Alfred Grünwald, österreichischer Operettenlibrettist († 1951)
- 16. Februar: Henri Stalter, französischer Automobilrennfahrer († 1970)
- 17. Februar: Reinier Beeuwkes, niederländischer Fußballspieler († 1963)
- 17. Februar: Arthur Hannett, US-amerikanischer Politiker († 1966)
- 18. Februar: Julius Gold, US-amerikanischer Geiger, Musikwissenschaftler und -pädagoge († 1969)
- 18. Februar: Alphonse Martin, kanadischer Organist, Pianist und Musikpädagoge († 1947)
- 19. Februar: Rosa Porten, deutsche Schauspielerin († 1972)
- 22. Februar: Abe Attell, US-amerikanischer Boxer († 1970)
- 22. Februar: York Bowen, englischer Pianist und Komponist († 1961)
- 22. Februar: William Buehler Seabrook, US-amerikanischer Schriftsteller († 1945)
- 23. Februar: Casimir Funk, polnischer Biochemiker († 1967)
- 24. Februar: William Theodore Heard, britischer römisch-katholischer Kardinal († 1973)
- 25. Februar: Abraham Aguilera Bravo, chilenischer Ordenspriester und Bischof († 1933)
- 25. Februar: Franz Josef Heinz, deutscher Politiker, Führer der Freien Bauernschaft († 1924)
- 26. Februar: Francesco Borgongini Duca, italienischer römisch-katholischer Kardinal († 1954)

### März
- 01. März: Maria Assunta Arbesser, österreichische Malerin und Holzplastikerin († 1971)
- 01. März: Erich Cohn, deutscher Schachspieler († 1918)
- 04. März: María Barrientos, spanische Opernsängerin († 1946)
- 04. März: Ilona B. Benda, deutsch-US-amerikanische Journalistin († nach 1926)
- 06. März: Paul Amann, österreichischer Schriftsteller und Übersetzer († 1958)
- 08. März: Georg Lindemann, deutscher Heeresoffizier und späterer Generaloberst († 1963)
- 10. März: Stuart Holmes, US-amerikanischer Schauspieler († 1971)
- 10. März: Franz Kuhn, deutscher Jurist, Sinologe und literarischer Übersetzer († 1961)
- 11. März: Lewi Pethrus, schwedischer Pastor, Initiator und Leiter der Pfingstbewegung in Schweden († 1974)
- 12. März: Hugo Hirsch, deutscher Operetten- und Schlagerkomponist († 1961)
- 12. März: Joseph Chavée, belgischer Automobilrennfahrer († 1957)
- 13. März: Édouard Froment, französischer Politiker und Widerstandskämpfer († 1973)
- 13. März: Oskar Loerke, deutscher Dichter des Expressionismus († 1941)
- 13. März: Hugh Walpole, britischer Schriftsteller († 1941)
- 14. März: Harald Hansen, dänischer Fußballspieler und -trainer († 1927)
- 15. März: Céliny Chailley-Richez, französische Pianistin und Musikpädagogin († 1973)
- 15. März: Walter Thomas Layton, britischer Zeitungsverleger und Nationalökonom († 1966)
- 16. März: Alexander Beljajew, russischer Schriftsteller († 1942)
- 17. März: Joseph Bonnet, französisch-kanadischer Organist, Komponist und Musikpädagoge († 1944)
- 17. März: Javier Rengifo, chilenischer Komponist († 1958)

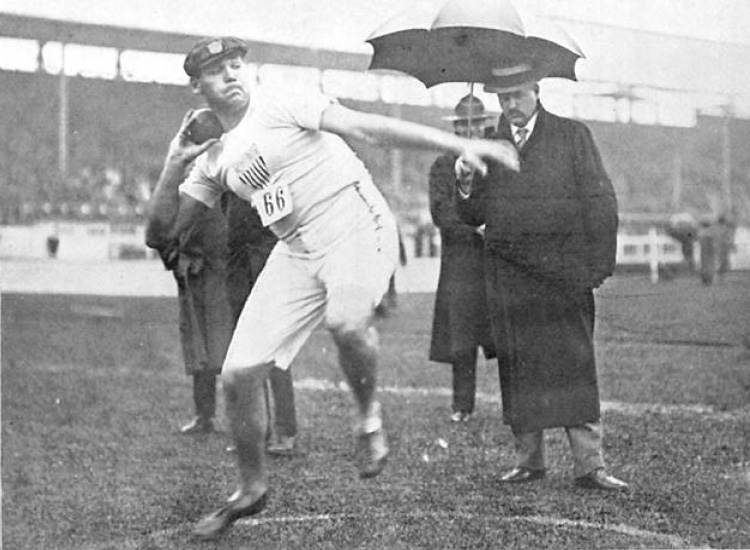
Ralph Rose

- 17. März: Ralph Rose, US-amerikanischer Leichtathlet († 1913)
- 18. März: August Thalheimer, deutscher Philosoph und Marxist († 1948)
- 19. März: Josef Aigner, österreichischer Landesbeamter und Politiker († 1947)
- 19. März: Alwin Boldt, deutscher Radrennfahrer († 1920)
- 20. März: Eugen Herrigel, deutscher Philosoph († 1955)
- 20. März: Philipp Frank, österreichischer Philosoph, Physiker und Mathematiker († 1966)
- 20. März: José Cavaquinho, brasilianischer Cavaquinhospieler, Gitarrist, Flötist, Dirigent und Komponist († 1951)
- 20. März: Sócrates Nolasco, dominikanischer Schriftsteller, Essayist, Historiker, Politiker und Diplomat († 1980)
- 21. März: George David Birkhoff, US-amerikanischer Mathematiker († 1944)
- 22. März: Arthur H. Vandenberg, US-amerikanischer Politiker († 1951)
- 23. März: Joseph Groves Boxhall, englischer Seefahrer, vierter Offizier der RMS Titanic († 1967)
- 23. März: Else von Hollander-Lossow, deutsche Übersetzerin und Erzählerin
- 23. März: Robert Thelen, deutscher Ingenieur, Pilot und Luftfahrtpionier († 1968)
- 24. März: Eugène Kardinal Tisserant, französischer Kardinaldekan († 1972)
- 24. März: Paul Trendelenburg, deutscher Pharmakologe († 1931)
- 24. März: Petrus Josephus Wilhelmus Debye, niederländischer Physiker und Chemiker († 1966)
- 24. März: Viktor Geramb, österreichischer Volkskundler († 1958)
- 26. März: Wilhelm Backhaus, deutscher Pianist († 1969)
- 26. März: Georges Imbert, französischer Chemiker und Erfinder († 1950)
- 28. März: Fritz Heckert, deutscher Politiker und MdR († 1936)
- 29. März: Edward Archibald, kanadischer Stabhochspringer († 1965)
- 30. März: Alexander Graumüller, deutscher Oberingenieur und Automobilrennfahrer († 1939)

### April
- 01. April: Ernst Appel, deutscher Rabbiner († 1973)
- 01. April: Kurt Blaum, deutscher Politiker († 1970)
- 01. April: Barend Coenraad Petrus Jansen, niederländischer Chemiker († 1962)
- 01. April: George A. Wilson, US-amerikanischer Politiker († 1953)
- 02. April: Dolf Kessler, niederländischer Fußballspieler († 1945)
- 03. April: Rikichi Andō, japanischer General († 1946)
- 04. April: Isoroku Yamamoto, japanischer Großadmiral († 1943)
- 05. April: Heinrich Angermeier, deutscher Politiker († 1945)
- 07. April: John Hutchinson, britischer Botaniker († 1972)
- 07. April: Bronisław Malinowski, britischer Sozialanthropologe († 1942)
- 07. April: Clement Smoot, US-amerikanischer Golfer († 1963)
- 09. April: Marcel Aubert, französischer Historiker und Kunsthistoriker († 1962)
- 09. April: Gerhard Graf von Kanitz, deutscher Politiker († 1949)

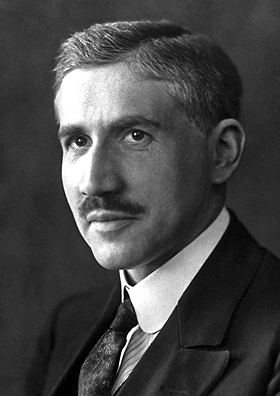
Otto Meyerhof, 1923

- 12. April: Otto Fritz Meyerhof, deutsch-US-amerikanischer Biochemiker, Nobelpreisträger († 1951)
- 14. April: Horst Platen, deutscher Komponist, Dirigent und Theaterintendant, sowie Sendeleiter des NORAG-Nebensenders Hannover († 1964)
- 18. April: Jaan Anvelt, estnischer Kommunist und Schriftsteller († 1937)
- 18. April: Ludwig Meidner, deutscher Maler, Dichter und Grafiker († 1966)
- 18. April: Artur Koenig, deutscher Politiker und Reichstagsabgeordneter
- 20. April: Augusto dos Anjos, brasilianischer Dichter († 1914)
- 20. April: Maurice Dumesnil, französischer Pianist († 1974)
- 21. April: Kees van Nieuwenhuizen, niederländischer Fußballspieler († 1981)
- 23. April: Bob Burman, US-amerikanischer Automobilrennfahrer († 1916)
- 23. April: Jusztinián György Serédi, ungarischer Geistlicher, Erzbischof von Esztergom und Kardinal († 1945)
- 24. April: Otto Froitzheim, deutscher Tennisspieler († 1962)
- 24. April: Gaston Manent, französischer Politiker († 1964)
- 27. April: Arthur Wieferich, deutscher Mathematiker († 1954)
- 28. April: Emil Ruh, Schweizer Komponist und Dirigent († 1946)
- 28. April: Hubert Giertz, deutscher geistlicher, Priester und Offizial im Erzbistum Köln († 1966)
- 28. April: Lis Goebel, deutsche Malerin († 1970)
- 29. April: Jaime Cortesão, portugiesischer Arzt, Politiker, Historiker und Autor († 1960)
- 30. April: Arthur Erich Haas, österreichischer Physiker († 1941)
- 30. April: Walter Georg Karl Schröder, deutscher Schriftsteller († 1955)

### Mai
- 01. Mai: Siegfried Aufhäuser, deutscher Gewerkschaftsführer und Politiker († 1969)
- 01. Mai: Felipe Boero, argentinischer Komponist († 1958)
- 01. Mai: Francis Curzon, 5. Earl Howe, britischer Offizier, Politiker und Automobilrennfahrer († 1964)
- 02. Mai: Heinrich Steinbeck, Schweizer Komponist und Dirigent († 1967)
- 06. Mai: Pierre Aeby, Schweizer Politiker († 1957)
- 06. Mai: Hermann Quistorf, deutscher Schriftsteller und Übersetzer († 1969)

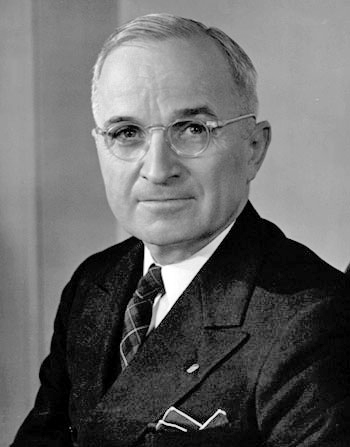
Harry S. Truman, 1945

- 08. Mai: Harry S. Truman, US-amerikanischer Politiker, 33. Präsident der USA († 1972)
- 09. Mai: Friedrich Krause-Osten, deutscher Maler († 1966)
- 10. Mai: Roberto Firpo, argentinischer Tango-Musiker und -Komponist († 1969)
- 11. Mai: Rudolf Dix, deutscher Rechtsanwalt und Notar († 1952)
- 11. Mai: Charlot Strasser, Schweizer Psychiater und Schriftsteller († 1950)
- 12. Mai: Josef Brönner, deutscher Politiker († 1958)
- 14. Mai: Hinrich Abel, deutscher Politiker († 1954)
- 14. Mai: Claude Dornier, deutscher Flugzeugkonstrukteur († 1969)
- 15. Mai: Max Taut, deutscher Architekt († 1967)
- 16. Mai: Piotr Rytel, polnischer Komponist, Musikpädagoge und -kritiker († 1970)
- 17. Mai: Sidney Preston Osborn, US-amerikanischer Politiker († 1948)
- 17. Mai: Alexander Pawlowitz, österreichischer Porträt-, Landschafts- und Kriegsmaler († 1964)
- 18. Mai: Pius Parsch, österreichischer Augustinerchorherr und katholischer Theologe († 1954)
- 20. Mai: Friedrich Schumacher, deutscher Geologe, Mineraloge und Professor († 1975)
- 21. Mai: Friedrich Oertel, deutscher Althistoriker († 1975)
- 22. Mai: August Asmuth, deutscher Politiker († 1935)
- 23. Mai: John Bright, US-amerikanischer Jurist († 1948)
- 23. Mai: Josef Nadler, deutscher Germanist und Literaturhistoriker († 1963)
- 23. Mai: Ernst Pündter, deutscher Schauspieler, Theaterleiter, Hörspielsprecher und -regisseur, sowie Sendeleiter der Außenstelle Bremen der Nordischen Rundfunk AG (NORAG) († 1929)
- 24. Mai: Benjamin Markowitsch Blumenfeld, russischer Schachspieler († 1947)
- 25. Mai: Emilio Perea, italienischer Opernsänger († 1946)
- 27. Mai: Max Brod, tschechischer Schriftsteller († 1968)
- 27. Mai: Emil Pirchan, österreichischer Bühnenbildner und Autor († 1957)
- 28. Mai: Edvard Beneš, tschechischer Außenminister und Präsident († 1948)
- 28. Mai: Martin Elsaesser, deutscher Architekturprofessor († 1957)
- 28. Mai: Jean Saint-Pierre, französischer Geistlicher und römisch-katholischer Weihbischof in Karthago († 1951)

### Juni
- 01. Juni: Georges Aubé, französischer General († 1971)
- 02. Juni: Hilaire Gaignard, französischer Flugpionier und Automobilrennfahrer († 1964)
- 02. Juni: Mia May, österreichische Stummfilmschauspielerin († 1980)
- 02. Juni: Ferdinando Minoia, italienischer Automobilrennfahrer († 1940)
- 05. Juni: Armando Annuale, italienischer Schauspieler († 1962)
- 05. Juni: Ralph Benatzky, österreichischer Komponist († 1957)
- 05. Juni: Bernhard Goetzke, deutscher Schauspieler († 1964)
- 07. Juni: Ali ibn Hammud, Sultan von Sansibar († 1918)
- 10. Juni: Burghard Breitner, österreichischer Chirurg († 1956)
- 10. Juni: Adalbert Friedrich, deutscher Fußballspieler († 1962)
- 10. Juni: Walther Schreiber, deutscher Politiker († 1958)
- 12. Juni: William Crosby Pierce Austin, britischer Schauspieler († 1975)
- 12. Juni: Adalbert Deckert, deutscher Mathematiker, Physiker und Hochschullehrer († ?)
- 13. Juni: Burrill Crohn, US-amerikanischer Arzt, Erstbeschreiber des Morbus Crohn († 1983)
- 13. Juni: Anton Drexler, deutscher Politiker, Mitbegründer der Deutschen Arbeiterpartei (DAP) († 1942)
- 13. Juni: Gerald Brousseau Gardner, englischer Kolonialbeamter, Hexenmeister († 1964)
- 13. Juni: Étienne Gilson, französischer Philosoph († 1978)
- 13. Juni: Albin Grau, deutscher Filmproduzent, Graphiker und Autor († 1971)
- 14. Juni: Georg Zacharias, deutscher Schwimmer († 1953)
- 15. Juni: Rodney Heath, australischer Tennisspieler († 1936)

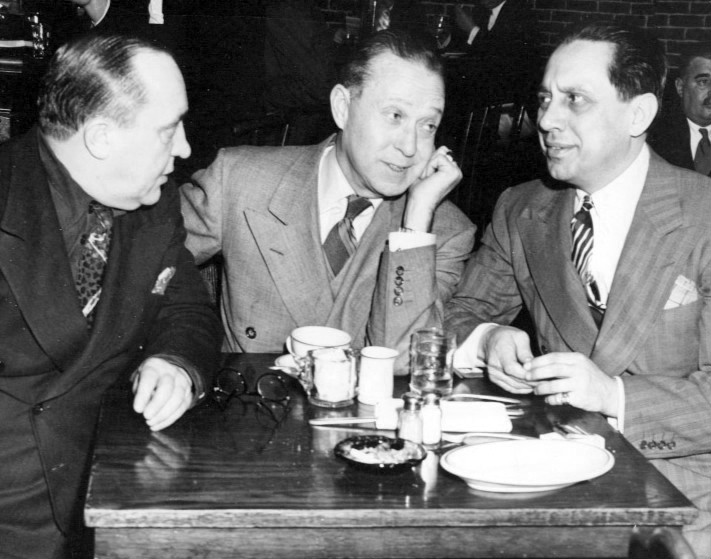
Harry Langdon (Mitte)

- 15. Juni: Harry Langdon, US-amerikanischer Schauspieler († 1944)
- 17. Juni: Wilhelm von Schweden, schwedischer Adeliger, Herzog von Södermanland († 1965)
- 18. Juni: Édouard Daladier, französischer Politiker († 1970)
- 18. Juni: Frédéric Gilliard, Schweizer Architekt und Archäologe († 1967)
- 19. Juni: Agnes von Zahn-Harnack, deutsche Lehrerin, Schriftstellerin und Frauenrechtlerin († 1950)
- 20. Juni: Johannes Heinrich Schultz, deutscher Neurologe († 1970)
- 21. Juni: Garrett L. Withers, US-amerikanischer Politiker († 1953)
- 22. Juni: William B. Houchens, US-amerikanischer Musiker († 1949)
- 23. Juni: Werner Krauß, deutscher Schauspieler († 1959)
- 25. Juni: Wilhelm Diess, deutscher (bayerischer) Erzähler, Jurist und Theaterdirektor († 1957)
- 26. Juni: Hermann Bürkle, deutscher Fußballspieler († 1914)
- 26. Juni: Peter Petersen, deutscher Reformpädagoge († 1952)
- 30. Juni: Karl Aderhold, deutscher Politiker († 1921)
- 30. Juni: Heinrich Aschenbrandt, deutscher Offizier († 1953)
- 30. Juni: Georges Duhamel, französischer Schriftsteller († 1966)
- 30. Juni: Franz Halder, deutscher General († 1972)

### Juli
- 02. Juli: Alfons Maria Jakob, deutscher Neurologe († 1931)
- 03. Juli: Arnold Eucken, deutscher Physikochemiker († 1950)
- 04. Juli: Heinrich Jenny-Fehr, Schweizer Autor und Gründer der Glarner Lichtspiele AG († 1962)
- 04. Juli: Fritz ter Meer, deutscher Chemiker († 1967)
- 05. Juli: Luigi Forlano, italienischer Fußballspieler († 1916)
- 05. Juli: August Siemsen, deutscher Politiker und Pädagoge († 1958)
- 06. Juli: Willem Marinus Dudok, niederländischer Architekt († 1974)
- 07. Juli: Lion Feuchtwanger, deutscher Schriftsteller († 1958)
- 08. Juli: Willi Trinne, deutscher Politiker († 1973)
- 11. Juli: Howard Estabrook, US-amerikanischer Drehbuchautor († 1978)
- 12. Juli: Linda Arvidson, US-amerikanische Bühnen- und Filmschauspielerin sowie Autorin († 1949)
- 12. Juli: Louis B. Mayer, US-amerikanischer Filmproduzent († 1957)

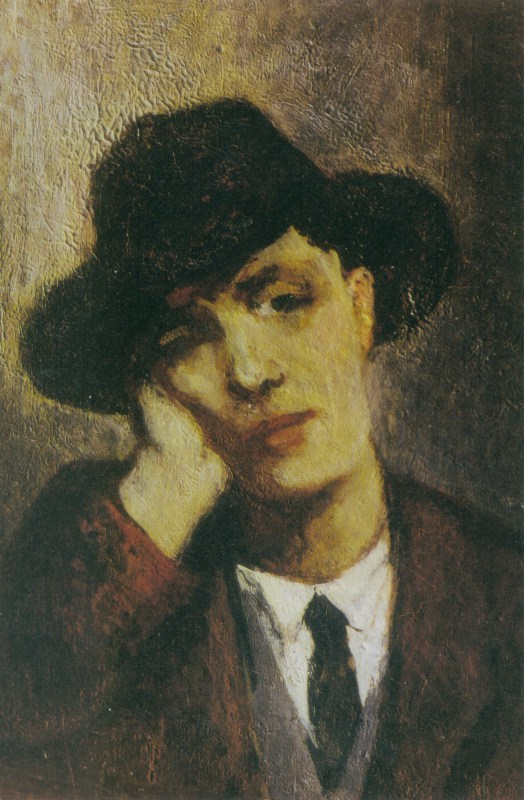
Amedeo Modigliani, Selbstporträt, 1907

- 12. Juli: Amedeo Modigliani, italienischer Maler und Bildhauer († 1920)
- 13. Juli: Stepan Wassiljewitsch Grisodubow, russisch-sowjetischer Flugzeugkonstrukteur († 1965)
- 15. Juli: Enrique Soro Barriga, chilenischer Komponist († 1954)
- 15. Juli: Phraya Manopakorn Nititada, thailändischer Premierminister († 1948)
- 16. Juli: Maks Brin, polnischer Schauspieler († vermutlich um 1942)
- 17. Juli: Rosa Bartl, deutsche Zauberkünstlerin († 1968)
- 17. Juli: Walter von Keudell, deutscher Politiker, Reichsminister († 1973)
- 17. Juli: Umberto Malvano, italienischer Fußballspieler, -schiedsrichter und -funktionär sowie Ingenieur († 1971)
- 18. Juli: Alberto di Joric, italienischer Kardinal der römisch-katholischen Kirche († 1979)
- 18. Juli: Herman Jurgens, niederländischer Fußballspieler († 1964)
- 19. Juli: Carl Eduard, deutscher Adeliger, Herzog von Sachsen-Coburg und Gotha († 1954)
- 21. Juli: Louis Grenville Abell, US-amerikanischer Ruderer († 1962)

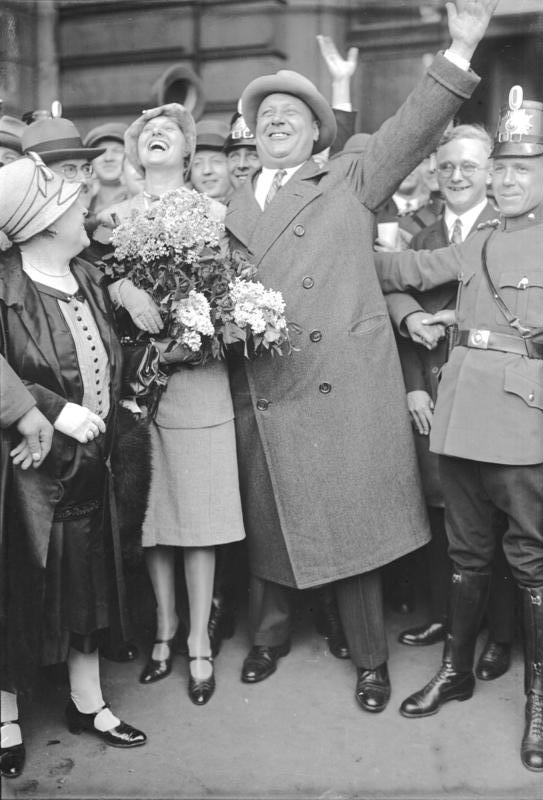
Emil Jannings, 1929

- 23. Juli: Emil Jannings, deutscher Schauspieler († 1950)
- 23. Juli: Apolinary Szeluto, polnischer Komponist († 1966)
- 24. Juli: Jakob Sprenger, deutscher Politiker († 1945)
- 25. Juli: Rafael Arévalo Martínez, guatemaltekischer Novellist, Essayist und Dichter († 1975)
- 25. Juli: Martin Davey, US-amerikanischer Politiker († 1946)
- 26. Juli: Elie Redon, französischer Automobilrennfahrer († 1963)
- 27. Juli: Ernst Bertram, deutscher Germanist, Lyriker und Schriftsteller († 1957)
- 27. Juli: Zenzl Mühsam, Frau des Dichters Erich Mühsam († 1962)
- 28. Juli: Kurt Landauer, deutscher Fußballfunktionär († 1961)
- 28. Juli: John E. Miles, US-amerikanischer Politiker († 1971)
- 29. Juli: Boris Wladimirowitsch Assafjew, russischer Komponist († 1949)
- 29. Juli: Fritz Neumayer, deutscher Politiker († 1973)
- 29. Juli: Karl Müller, deutscher Politiker († 1964)
- 30. Juli: Marthe Bray, französische Feministin († 1949)
- 30. Juli: Ernö Szép, ungarischer Dichter, Schriftsteller und Journalist († 1953)

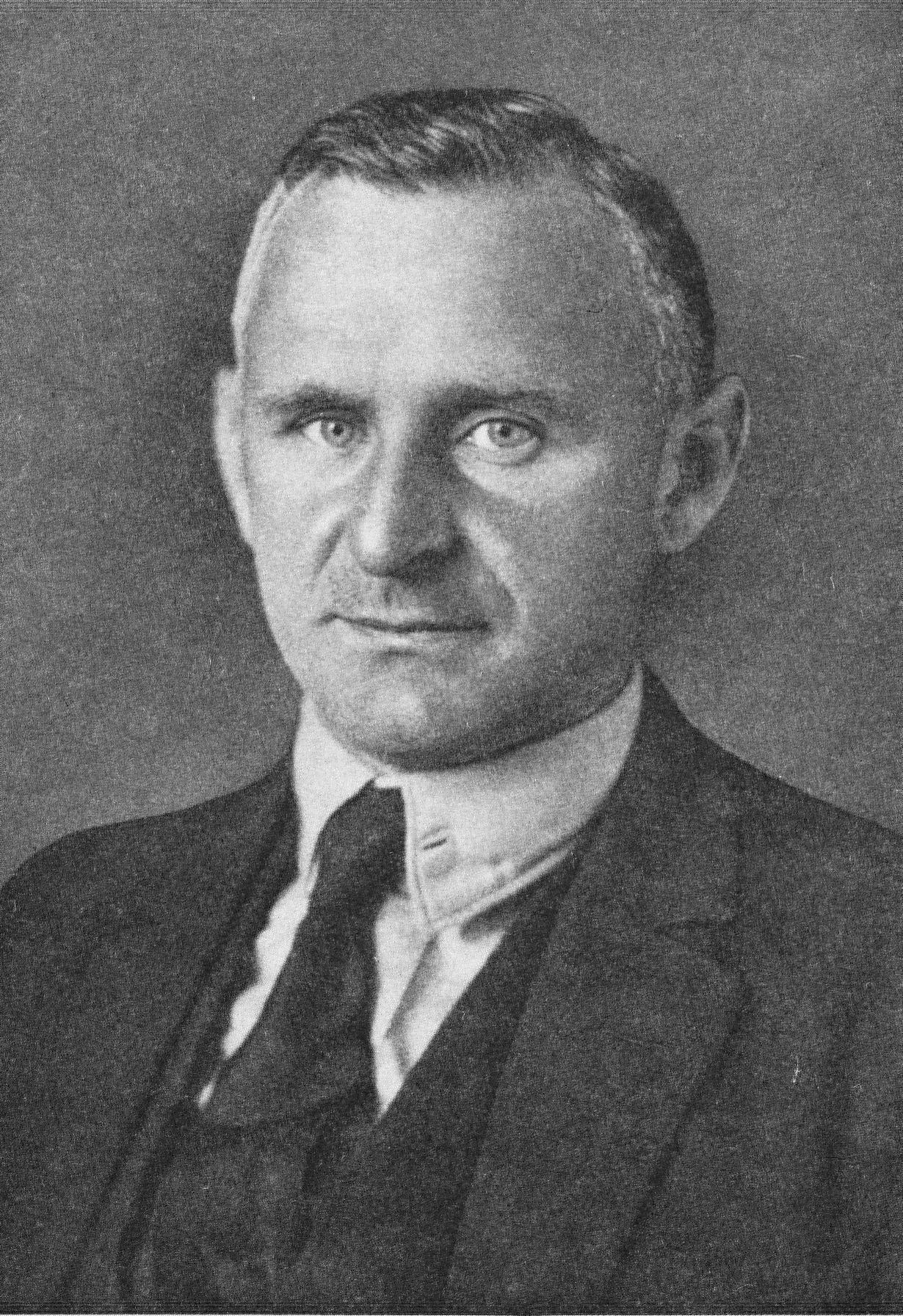
Carl Goerdeler, 1925

- 31. Juli: Carl Goerdeler, deutscher Politiker und Widerstandskämpfer († 1945)

### August
- 02. August: Marg Moll, deutsche Bildhauerin, Malerin und Autorin († 1977)
- 03. August: Constant Feith, niederländischer Fußballspieler († 1958)
- 03. August: Georges Boillot, französischer Automobilrennfahrer und Kampfflieger im Ersten Weltkrieg († 1916)
- 03. August: Josias Braun-Blanquet, Schweizer Botaniker († 1980)
- 03. August: Ilse Heller-Lazard, deutsch-schweizerische Malerin († 1934)
- 04. August: Béla Balázs, ungarisch-jüdischer Filmkritiker, Ästhetiker, Schriftsteller und Dichter († 1949)
- 04. August: Henri Cornet, französischer Radrennfahrer († 1941)
- 05. August: Ludwik Hirszfeld, polnischer Mediziner und Immunologe († 1954)
- 05. August: Panteleimon Sergejewitsch Romanow, russischer Schriftsteller († 1938)
- 07. August: Franz Auweck, deutscher Politiker († 1964)
- 07. August: Paul Frölich, deutscher Politiker, Autor und Biograph von Rosa Luxemburg († 1953)
- 07. August: Nikolai Triik, estnischer Maler, Graphiker und Kunstpädagoge († 1940)
- 08. August: Otmar Schissel von Fleschenberg, österreichischer Altphilologe und Germanist († 1943)
- 10. August: Robert Wichard Pohl, deutscher Physiker († 1976)
- 11. August: Friedrich Reck-Malleczewen, deutscher Schriftsteller († 1945)
- 12. August: David Bergelson, sowjetisch-jiddischer Schriftsteller († 1952)
- 13. August: Johanna van Ammers-Küller, niederländische Schriftstellerin († 1966)
- 13. August: Guus Lutjens, niederländischer Fußballspieler († 1974)
- 13. August: Albert Kallee, deutscher Jurist († 1956)
- 14. August: Erwin von Sigel, deutscher Leichtathlet († 1967)
- 15. August: Dietrich Kralik, österreichischer Altgermanist († 1959)
- 15. August: Michael Unterguggenberger, österreichischer Politiker, Bürgermeister von Wörgl (Tirol) († 1936)
- 16. August: Hugo Gernsback, US-amerikanischer Verleger und Schriftsteller († 1967)
- 17. August: Dario Resta, italienisch-britischer Automobilrennfahrer († 1924)
- 18. August: Basil Cameron, englischer Geiger und Dirigent († 1975)
- 20. August: Rudolf Karl Bultmann, deutscher Philosoph, Evangelischer Theologe, Neutestamentler († 1976)
- 20. August: Forrest C. Donnell, US-amerikanischer Politiker († 1980)
- 21. August: Chandler Egan, US-amerikanischer Golfer († 1936)
- 21. August: Bohumil Kubišta, tschechischer Maler († 1918)
- 22. August: Hans Rudolf Theodor Schubert, preußischer Staatsarchivar und Historiker († 1961)
- 23. August: Benito García de la Parra, spanischer Komponist und Musikpädagoge († 1953)
- 23. August: Ogden L. Mills, US-amerikanischer Politiker († 1937)
- 23. August: Jules Fournier, kanadischer Journalist, Zeitungsverleger, Übersetzer und Essayist († 1918)
- 24. August: Earl Derr Biggers, US-amerikanischer Krimi-Schriftsteller († 1933)
- 25. August: Léon Poirier, französischer Filmregisseur und Drehbuchautor († 1968)
- 27. August: Alexander Abascheli, georgisch-sowjetischer Dichter († 1954)
- 27. August: Vincent Auriol, Politiker und Präsident der französischen Republik († 1966)
- 27. August: John Edward Brownlee, kanadischer Politiker († 1961)
- 28. August: Manfred Robert Erwin Aron, deutsch-US-amerikanischer Industrieller († 1967)
- 28. August: Christian Stock, deutscher Politiker und erster Ministerpräsident von Hessen († 1967)
- 28. August: Hans Jensen, deutscher Sprachwissenschaftler († 1973)
- 28. August: Peter Wust, deutscher Existenzphilosoph († 1940)
- 29. August: Ehm Welk, deutscher Schriftsteller († 1966)
- 30. August: Karl Augustin-Hartmann, schweizerischer Druckereiunternehmer und Verleger († 1988)
- 30. August: Theodor Svedberg, schwedischer Chemiker († 1971)
- 31. August: George Sarton, US-amerikanischer Wissenschaftshistoriker († 1956)

### September
- 01. September: Friedrich von Prittwitz und Gaffron, deutscher Botschafter in den USA, MdL († 1955)
- 02. September: André Auffray, französischer Radrennfahrer († 1953)
- 02. September: Frank Laubach, US-amerikanischer evangelikaler Missionar, Mystiker und Autor († 1970)
- 02. September: Joachim Wilhelm Robert Feulgen, deutscher Mediziner und Universitätsprofessor († 1955)
- 04. September: Georges Pitoëff, französischer Schauspieler, Regisseur und Theaterleiter († 1939)
- 06. September: Emerson Whithorne, US-amerikanischer Komponist († 1958)
- 08. September: James Earle Ash, US-amerikanischer Pathologe und Offizier († 1986)
- 09. September: Arthur Lieutenant, deutscher Politiker († 1968)
- 10. September: Walter A. Berendsohn, deutscher Literaturwissenschaftler († 1984)
- 15. September: Floro Ugarte, argentinischer Komponist († 1975)
- 16. September: Philipp Wilhelm Jung, deutscher Politiker († 1965)
- 17. September: Charles Tomlinson Griffes, US-amerikanischer Komponist († 1920)
- 18. September: Leo Blumenreich, deutscher Kunsthändler, Kunstsammler und Mäzen († 1932)
- 18. September: Margit Slachta, ungarische Ordensgründerin und katholische Politikerin († 1974)
- 19. September: Jean Rossel, Schweizer Politiker und Bundesrichter († 1944)
- 21. September: Maximilian Adler, tschechischer Klassischer Philologe und Hochschullehrer († 1944)
- 21. September: Hachirō Arita, japanischer Diplomat und Politiker († 1965)
- 21. September: Clarence Dill, US-amerikanischer Politiker († 1978)
- 21. September: Raymond Glaszmann, französischer Automobilrennfahrer († 1953)
- 22. September: Oskar Farner, Schweizer evangelischer Geistlicher und Zwingliforscher († 1958)
- 23. September: Eugene Talmadge, US-amerikanischer Politiker († 1946)
- 24. September: Yehuda Leib Ha-Levi Ashlag, polnischer Kabbalist († 1954)
- 24. September: Gustave Garrigou, französischer Radrennfahrer († 1963)

- 24. September: İsmet İnönü, General, Staats- und Ministerpräsident der Türkei († 1973)
- 24. September: Hugo Schmeisser, deutscher Waffenkonstrukteur († 1953)
- 27. September: Henri-Julien Matthys, belgischer Unternehmer und Automobilrennfahrer († 1925)
- 29. September: Wilhelm Bendow, deutscher Schauspieler und Komiker († 1950)
- 30. September: Adeodato Giovanni Piazza, Patriarch von Venedig und Kardinal († 1957)

### Oktober
- 02. Oktober: Ralph Arthur Roberts (Pseudonym), deutscher Schauspieler, Regisseur, Schriftsteller und Komponist († 1940)
- 06. Oktober: Maurice Hewitt, französischer Geiger und Dirigent († 1971)
- 07. Oktober: Fritz Noether, deutscher Mathematiker († 1941)
- 08. Oktober: Theodor Dombart, deutscher Architekt, Hochschullehrer und Münchner Heimatforscher († 1969)
- 08. Oktober: Walter von Reichenau, deutscher Generalfeldmarschall und Kriegsverbrecher († 1942)
- 09. Oktober: Helene Deutsch, österreichisch-polnisch-US-amerikanische Psychoanalytikerin († 1982)
- 10. Oktober: Friedrich von Rabenau, deutscher General, Theologe und NS-Opfer († 1945)
- 11. Oktober: Eleanor Roosevelt, Ehefrau von US-Präsident Franklin D. Roosevelt († 1962)

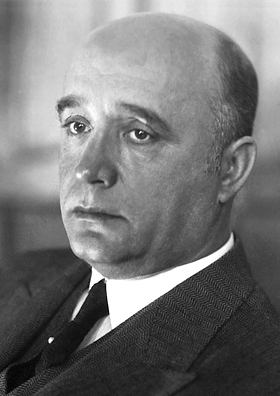
Friedrich Bergius

- 11. Oktober: Friedrich Bergius, deutscher Chemiker, Nobelpreisträger († 1949)
- 11. Oktober: Anton Wilhelm Brøgger, norwegischer Prähistoriker und Politiker († 1951)
- 11. Oktober: Sig Ruman, US-amerikanischer Schauspieler († 1967)
- 13. Oktober: Antonio Mediz Bolio, mexikanischer Schriftsteller, Journalist und Politiker († 1957)
- 14. Oktober: Jean de Sperati, italienischer Briefmarkenfälscher († 1957)
- 15. Oktober: Wilhelm Schapp, deutscher Philosoph und Jurist († 1965)
- 16. Oktober: Rembrandt Bugatti, italienischer Bildhauer († 1916)
- 16. Oktober: Marija Alexandrowna Spiridonowa, russische Sozialrevolutionärin († 1941)
- 17. Oktober: Thomas Mabry, US-amerikanischer Politiker († 1962)
- 18. Oktober: Karl Witzell, deutscher Generaladmiral der Waffenentwicklung († 1976)
- 19. Oktober: Max Nemetz, deutscher Schauspieler († 1971)

Claire Waldoff, 1905

- 21. Oktober: Claire Waldoff, deutsche Chanson-Sängerin. († 1957)
- 21. Oktober: Max Mack, deutscher Filmregisseur († 1973)
- 23. Oktober: Wilbur Louis Adams, US-amerikanischer Politiker († 1937)
- 24. Oktober: Hertha Koenig, deutsche Schriftstellerin und Lyrikerin († 1976)
- 30. Oktober: Willy Andreas, deutscher Historiker († 1967)
- 30. Oktober: Rudolf Forster, österreichischer Schauspieler († 1968)

### November
- 02. November: Sigurd Savonius, finnischer Architekt und Erfinder († 1931)
- 05. November: Joseph C. O’Mahoney, US-amerikanischer Politiker († 1962)
- 08. November: Christian Mergenthaler, deutscher Politiker, württembergischer Ministerpräsident († 1980)
- 08. November: Hermann Rorschach, Schweizer Psychiater († 1922)
- 09. November: Vincenz Duncker, deutscher Leichtathlet, Olympiateilnehmer
- 10. November: Zofia Nałkowska, polnische Schriftstellerin († 1954)
- 13. November: Ernst Adam, deutscher Priester und Geistlicher Rat († 1955)
- 15. November: Julius Herman Boeke, niederländischer Ökonom († 1956)
- 16. November: Bruno Arnold, deutscher Fotograf († 1933)
- 16. November: Kurt Frick, deutscher Architekt († 1963)
- 19. November: Giuseppe Ernesto Ardizzone, US-amerikanischer Mobstern († 1931)
- 22. November: Raoul Bachmann, französischer Automobilrennfahrer († 1934)
- 24. November: Michel de Klerk, niederländischer Architekt († 1923)
- 27. November: Paul-Alexandre Arnoux, französischer Schriftsteller († 1973)
- 27. November: Oskar Prochnow, deutscher Pädagoge, Naturforscher, Naturphilosoph und Publizist († 1934)
- 28. November: Anton Lens, niederländischer Fußballspieler († 1955)
- 30. November: John Maurice Clark, US-amerikanischer Ökonom († 1963)
- 30. November: Yvan Goor, belgischer Rad- und Motorradrennfahrer († 1958)

### Dezember
- 01. Dezember: Karl Schmidt-Rottluff, deutscher Maler des Expressionismus († 1976)
- 02. Dezember: Erima Harvey Northcroft, neuseeländischer Anwalt, Richter am Supreme Court of New Zealand und dem Internationalen Militärgerichtshof für den Fernen Osten († 1953)
- 02. Dezember: Johannes Popitz, preußischer Finanzminister und Widerstandskämpfer († 1945)
- 02. Dezember: Paul Schmitthenner, deutscher Historiker († 1963)
- 03. Dezember: Gisela Klingmüller, deutsche Malerin († 1965)
- 03. Dezember: Rajendra Prasad, indischer Politiker und 1. Staatspräsident († 1963)
- 03. Dezember: Walther Stampfli, Schweizer Politiker († 1965)
- 06. Dezember: Werner Arndt, deutscher Tischtennisfunktionär († 1939)
- 06. Dezember: James Francis Kenney, kanadischer Historiker, Archivar und Keltologe († 1946)
- 06. Dezember: Eleuterio Riccardi, italienischer Maler und Bildhauer († 1963)
- 08. Dezember: Ricardo Margarit, spanischer Ruderer († 1974)
- 10. Dezember: Albert Steffen, Schweizer Anthroposoph und Dichter († 1963)
- 11. Dezember: Otto Kneipp, deutscher Politiker († 1965)
- 11. Dezember: Wilhelm Brückner, deutscher Militär, Chefadjutant von Adolf Hitler († 1954)
- 12. Dezember: Ernesto de Fiori, österreichischer Bildhauer und Maler († 1945)
- 12. Dezember: John Heijning, niederländischer Fußballspieler († 1947)
- 12. Dezember: Sinaida Jewgenjewna Serebrjakowa, russische Malerin († 1967)
- 14. Dezember: Erich Ponto, deutscher Schauspieler († 1957)
- 14. Dezember: Mykolay Charnetskyi, Seliger, ukrainischer Bischof († 1959)
- 14. Dezember: Regina Ullmann, Schweizer Dichterin († 1961)
- 15. Dezember: Willem Eijmers, niederländischer Fußballschiedsrichter († 1932)
- 15. Dezember: Karl Wilhelm Rosenmund, deutscher Chemiker († 1965)
- 15. Dezember: Paul Schmitthenner, deutscher Architekt und Hochschullehrer († 1972)
- 17. Dezember: Robert John Armstrong, US-amerikanischer Bischof († 1957)
- 17. Dezember: Heinrich Scholz, deutscher evangelischer Theologe und Philosoph († 1956)
- 18. Dezember: Gustaf Henning Andersson, schwedischer Politiker († 1961)
- 19. Dezember: Gaston Aumoitte, französischer Krocketspieler († 1957)
- 19. Dezember: Antonín Zápotocký, tschechoslowakischer Politiker († 1957)
- 20. Dezember: Juozas Gruodis, litauischer Komponist und Musikpädagoge († 1948)
- 21. Dezember: Camillo Ugi, deutscher Fußballspieler († 1970)
- 28. Dezember: Karel Anděl tschechischer Selenograph und Mitbegründer der Tschechischen astronomischen Gesellschaft († 1947)
- 28. Dezember: Ralph Mulford, US-amerikanischer Automobilrennfahrer und Unternehmer († 1973)
- 28. Dezember: Hugo Rosendahl, deutscher Politiker († 1964)
- 30. Dezember: Wilhelm Arnoldi, deutscher Ministerialdirektor († 1965)
- 30. Dezember: Hideki Tōjō, japanischer Premierminister und General († 1948)
- 31. Dezember: Edgar Page, englischer Hockey- und Cricketspieler († 1956)
- 00. Dezember: Wilhelm Lemke, deutscher Kunstturner

### Genaues Geburtsdatum unbekannt
- Ali Aaltonen, finnischer Leutnant in der Armee des Russischen Reichs, Journalist und Kommunistenführer († 1918)
- Halide Edip Adıvar, türkische Dichterin, Revolutionärin, Offizierin, Professorin, Parlamentarierin und Schriftstellerinnen († 1964)
- Ahmad Amir-Ahmadi, iranischer Generalleutnant der Armee, Minister und Senator im Iran († 1974)
- Paul Felix Augustin, niederländischer Germanist
- José Backhaus, chilenischer Maler († 1922)
- Samuel Belov, US-amerikanischer Geiger, Bratschist und Musikpädagoge († 1954)
- Eva Clare, kanadische Pianistin und Musikpädagogin († 1961)
- Blanche Gauthier, kanadische Schauspielerin und Sängerin († 1960)
- Sardar Mohammed Haschim Khan, afghanischer Politiker und Regent († 1953)
- Arthur Pigeon, kanadischer Akkordeonist († 1966)
- Imre Schöffer, ungarischer Fußballspieler und -trainer († 1938)

## Gestorben

### Erstes Quartal
- 02. Januar: Margarethe von Bülow, deutsche Schriftstellerin (* 1860)
- 02. Januar: Daniel Harrwitz, deutscher Schachmeister (* 1821)
- 02. Januar: Johann Gerhard Oncken, deutscher Begründer der deutschen Baptistengemeinden (* 1800)
- 04. Januar: Louis Ehlert, deutscher Komponist und Musikkritiker (* 1825)
- 04. Januar: Franz Gehring, deutscher Mathematiker und Musikpublizist (* 1838)
- 05. Januar: Eduard Lasker, preußischer Politiker und Jurist (* 1829)

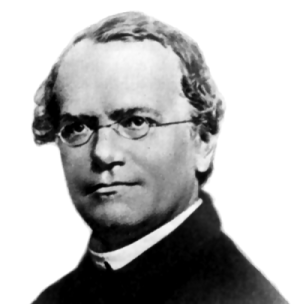
Gregor Mendel

- 06. Januar: Gregor Mendel, österreichischer Mönch und Naturforscher (* 1822)
- 10. Januar: Philipp Hindermann, Schweizer Lehrer und Dichter in Baseldeutsch (* 1796)
- 14. Januar: Philippe Suchard, Schweizer Schokoladenproduzent (* 1797)
- 17. Januar: Hermann Schlegel, deutscher Ornithologe (* 1804)
- 18. Januar: Green Adams, US-amerikanischer Politiker (* 1812)
- 22. Januar: Guido von Usedom, preußischer Diplomat (* 1805)
- 24. Januar: Johan Christian Gebauer, dänischer Komponist, Musiktheoretiker und Organist (* 1808)
- 25. Januar: Johann Gottfried Piefke, preußischer Militärmusiker und Komponist (* 1815)
- 26. Januar: John Letcher, US-amerikanischer Anwalt und Politiker (* 1813)
- 28. Januar: August Wilhelm Grube, deutscher Pädagoge und Schriftsteller (* 1816)
- 02. Februar: Julius Köbner, dänischer Mitbegründer der deutschen Baptistengemeinden (* 1806)
- 03. Februar: Josefine Gallmeyer, österreichische Schauspielerin (* 1838)
- 03. Februar: Louis Jéhotte, belgischer Bildhauer (* 1803 oder 1804)
- 04. Februar: Henry Cooper, US-amerikanischer Politiker (* 1827)
- 08. Februar: Eduard von Bach, österreichischer Politiker (* 1814)
- 08. Februar: Cetshwayo, König der Zulu und ihr Führer im Zulukrieg (* um 1826)
- 11. Februar: Christian Gotthold Engelmann, deutscher Apotheker und Chemiefabrikant (* 1819)
- 12. Februar: Aaron Bernstein, deutscher Schriftsteller (* 1812)
- 17. Februar: Heinrich Berghaus, deutscher Kartograph (* 1797)
- 17. Februar: Paul Hartmann, deutscher Unternehmer (* 1812)
- 19. Februar: George Henry Martin Johnson, Häuptling der Mohawk (* 1816)
- 19. Februar: Karl Viktor Müllenhoff, deutscher Philologe (* 1818)
- 24. Februar: Georg Büchmann, deutscher Philologe (* 1822)
- 24. Februar: Christian Gottlob Schmidt, deutscher Unternehmer (* 1844)
- 25. Februar: Samuel Price, US-amerikanischer Politiker (* 1805)
- 26. Februar: Johann Daniel Eschenburg, deutscher Politiker, Senator der Freien und Hansestadt Lübeck (* 1809)
- 27. Februar: William H. Hunt, US-amerikanischer Politiker (* 1823)
- 04. März: Friedrich Ahlfeld, deutscher Theologe, Prediger und Autor (* 1810)
- 04. März: Bonaventura Baumgartner, Schweizer Lehrer, Beamter und Politiker (* 1822)
- 04. März: Francisco Dueñas Díaz, Präsident von El Salvador (* 1810)
- 08. März: Benedikt Latzl, mährischer Orgelbauer (* 1818)
- 13. März: Siegfried Heinrich Aronhold, deutscher Mathematiker und Physiker (* 1819)
- 14. März: Buenaventura Báez, Präsident der Dominikanischen Republik (* 1812)
- 14. März: Robert Oettel, deutscher Kaufmann und Stadtverordneter, Begründer der deutschen Rassegeflügelzucht (* 1798)
- 15. März: Ernst Behm, deutscher Schriftsteller (* 1830)
- 17. März: Paul Pogge, deutscher Afrikareisender (* 1838)
- 19. März: Charles Renaud de Vilbac, französischer Organist und Komponist (* 1829)
- 19. März: Elias Lönnrot, finnischer Mediziner (* 1802)
- 20. März: Wladimir Adlerberg, russischer General und Minister (* 1791)
- 21. März: Ezra Abbot, US-amerikanischer Theologe, Bibelkritiker und Hochschullehrer (* 1819)
- 27. März: Richard Böhm, deutscher Zoologe und Entdecker (* 1854)
- 31. März: Konrad Deubler, österreichischer Landwirt, Bauernphilosoph (* 1814)

### Zweites Quartal
- 04. April: Marie Jeanneret, Schweizer Serienmörderin (* 1836)
- 04. April: Alfred F. Russell, Präsident von Liberia (* 1817)
- 06. April: Emanuel Geibel, deutscher Lyriker (* 1815)
- 22. April: Marie Taglioni, italienische Tänzerin (* 1804)
- 24. April: Isaac Newton Arnold, US-amerikanischer Politiker (* 1815)
- 25. April: Marcus Lawrence Ward, US-amerikanischer Politiker (* 1812)
- 02. Mai: Michail Fjodorowitsch Rajewski, russisch-orthodoxer Erzpriester, Vorsteher der Botschaftskirche zu Wien (* 1811)
- 03. Mai: Truman Smith, US-amerikanischer Politiker (* 1791)
- 04. Mai: Maria Anna von Savoyen, Kaiserin von Österreich (* 1803)
- 06. Mai: Judah Philip Benjamin, US-amerikanischer Politiker (* 1811)
- 08. Mai: Midhat Pascha, Großwesir des Osmanischen Reiches (* 1822)
- 08. Mai: Michael Stourdza, Fürst der Moldau und Ehrenbürger von Baden-Baden (* 1794)

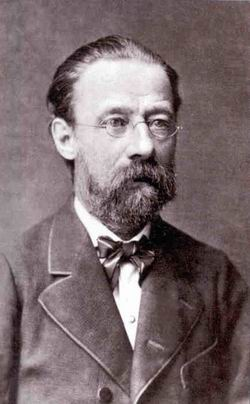
Bedřich Smetana (ca. 1878)

- 12. Mai: Bedřich Smetana, böhmischer Komponist (* 1824)
- 13. Mai: Cyrus McCormick, US-amerikanischer Landmaschinenerfinder und Firmengründer (* 1809)
- 15. Mai: Georg Friedrich Kolb, deutscher Politiker (* 1808)
- 16. Mai: Teobaldo Power, spanischer Komponist (* 1848)
- 18. Mai: Heinrich Göppert, deutscher Botaniker, Paläontologe und Professor (* 1800)
- 26. Mai: Joaquim António de Aguiar, portugiesischer Politiker (* 1792)
- 26. Mai: Wilhelm Achtermann, deutscher Bildhauer (* 1799)
- 26. Mai: Louis Germond der Jüngere, Schweizer evangelischer Geistlicher und Gründer einer höheren Töchterschule (* 1825)
- 31. Mai: Bethel Henry Strousberg, deutscher Unternehmer der Gründerzeit (* 1823)
- 08. Juni: Frederik Stang, norwegischer Politiker und Präsident des Innendepartements (* 1808)
- 09. Juni: Johann Jakob Kraft, deutscher Weihbischof (* 1808)
- 11. Juni: August von Hauner, deutscher Kinderarzt und Hochschullehrer (* 1811)
- 13. Juni: Jan Arnošt Smoler, sorbischer Philologe, Schriftsteller und Verleger (* 1816)
- 13. Juni: Anton Zwengauer, deutscher Maler (* 1810)
- 19. Juni: Juan Bautista Alberdi, argentinischer Politiker, Diplomat, Schriftsteller und Journalist (* 1810)
- 19. Juni: Johann Gustav Droysen, deutscher Historiker (* 1808)
- 25. Juni: Hans Rott, österreichischer Komponist und Organist (* 1858)
- 26. Juni: Jacques-Joseph Moreau, französischer Arzt und Psychiater (* 1804)
- 27. Juni: Andreas Munch, norwegischer Dichter (* 1811)

### Drittes Quartal
- 01. Juli: Allan Pinkerton, schottisch-US-amerikanischer Gründer einer Privatdetektei (* 1819)
- 02. Juli: Franz Adler, deutscher Politiker (* 1814)
- 03. Juli: Candelario Obeso, kolumbianischer Schriftsteller (* 1849)
- 08. Juli: Georg Eberlein, deutscher Baumeister und Maler (* 1819)
- 10. Juli: Karl Richard Lepsius, deutscher Ägyptologe und Afrikaforscher (* 1810)
- 10. Juli: Paul Morphy, US-amerikanischer Schachspieler (* 1837)
- 18. Juli: Ferdinand von Hochstetter, deutscher Geologe, Naturforscher und Entdecker (* 1829)
- 19. Juli: Johann Kaspar Hug, Schweizer Lehrer, Mathematiker und Politiker (* 1821)
- 25. Juli: Walter Harriman, US-amerikanischer Politiker (* 1817)
- 30. Juli: Mark Pattison, englischer Autor (* 1813)
- 01. August: Heinrich Laube, deutscher Schriftsteller und Dramatiker (* 1806)
- 01. August: Kiến Phúc, siebter Kaiser der vietnamesischen Nguyễn-Dynastie (* 1868)
- 03. August: Paul Abadie, französischer Baumeister (* 1812)
- 07. August: Carl August Buchholz, deutscher Orgelbauer (* 1796)
- 11. August: Moritz Thausing, deutscher Kunstschriftsteller (* 1838)
- 13. August: Arthur Wellesley, 2. Duke of Wellington, britischer General (* 1807)
- 16. August: John Pool, US-amerikanischer Politiker (* 1826)
- 18. August: Franz Seraphin Hölzl, österreichischer Komponist, Chorleiter und Kirchenmusiker (* 1808)
- 21. August: Ottilie Davida Assing, deutsche Schriftstellerin (* 1819)
- 23. August: Aegidius Rudolph Nicolaus Arntz, deutscher Rechtswissenschaftler (* 1812)
- 24. August: Julius Strobel, deutscher Orgelbauer (* 1814)
- 27. August: Maximilian von Wächter, von 1854 bis 1867 Bürgermeister von Nürnberg (* 1811)
- 02. September: Henry B. Anthony, US-amerikanischer Politiker (* 1815)
- 04. September: Charles J. Folger, US-amerikanischer Politiker (* 1818)
- 25. September: Karl Appold, deutscher Maler, Zeichner und Kupferstecher (* 1840)
- 27. September: Jakob Bruderer, Schweizer Unternehmer und Politiker (* 1821)
- 30. September: Louis Lacombe, französischer Komponist (* 1818)

### Viertes Quartal
- 03. Oktober: Hans Makart, österreichischer Maler und Dekorationskünstler (* 1840)
- 10. Oktober: Robert Christian Barthold Avé-Lallemant, deutscher Arzt und Forschungsreisender (* 1812)
- 18. Oktober: Herzog Wilhelm, der letzte Welfe des Neuen Hauses Braunschweig auf dem Braunschweigischen Thron (* 1806)
- 23. Oktober: Heinrich Schaper, deutscher Orgelbauer (* 1802)
- 25. Oktober: Carlo Alberto Castigliano, italienischer Baumeister, Ingenieur und Wissenschaftler (* 1847)
- 29. Oktober: Albert Dulk, deutscher Freidenker, Dramatiker, Revolutionär (* 1819)
- 29. Oktober: Klara Wendel, vermeintliche «Räuberkönigin» (* 1804)
- 30. Oktober: Pasquale Brignoli, italienischer Operntenor (* 1824)
- 31. Oktober: Marie Bashkirtseff, russische Malerin, Schriftstellerin und Philosophin (* 1858)
- 01. November: Jacobus Anthonie Fruin, niederländischer Rechtswissenschaftler (* 1829)
- 02. November: Karel Slavoj Amerling, tschechischer Pädagoge, Schriftsteller und Philosoph (* 1807)
- 02. November: Robert Warschauer senior, deutscher Privatbankier (* 1816)
- 11. November: Rudolph Anton, deutscher Jurist und Politiker (* 1830)
- 11. November: Alfred Brehm, deutscher Zoologe (* 1829)

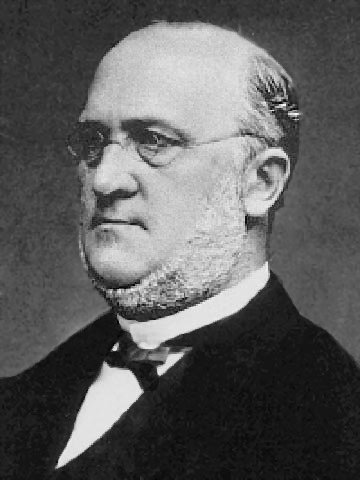
Adolph Wilhelm Hermann Kolbe

- 25. November: Adolph Wilhelm Hermann Kolbe, deutscher Chemiker (* 1818)
- 25. November: Mathilde Franziska Anneke, deutsche Schriftstellerin, Herausgeberin einer deutschen Frauenzeitung (* 1817)

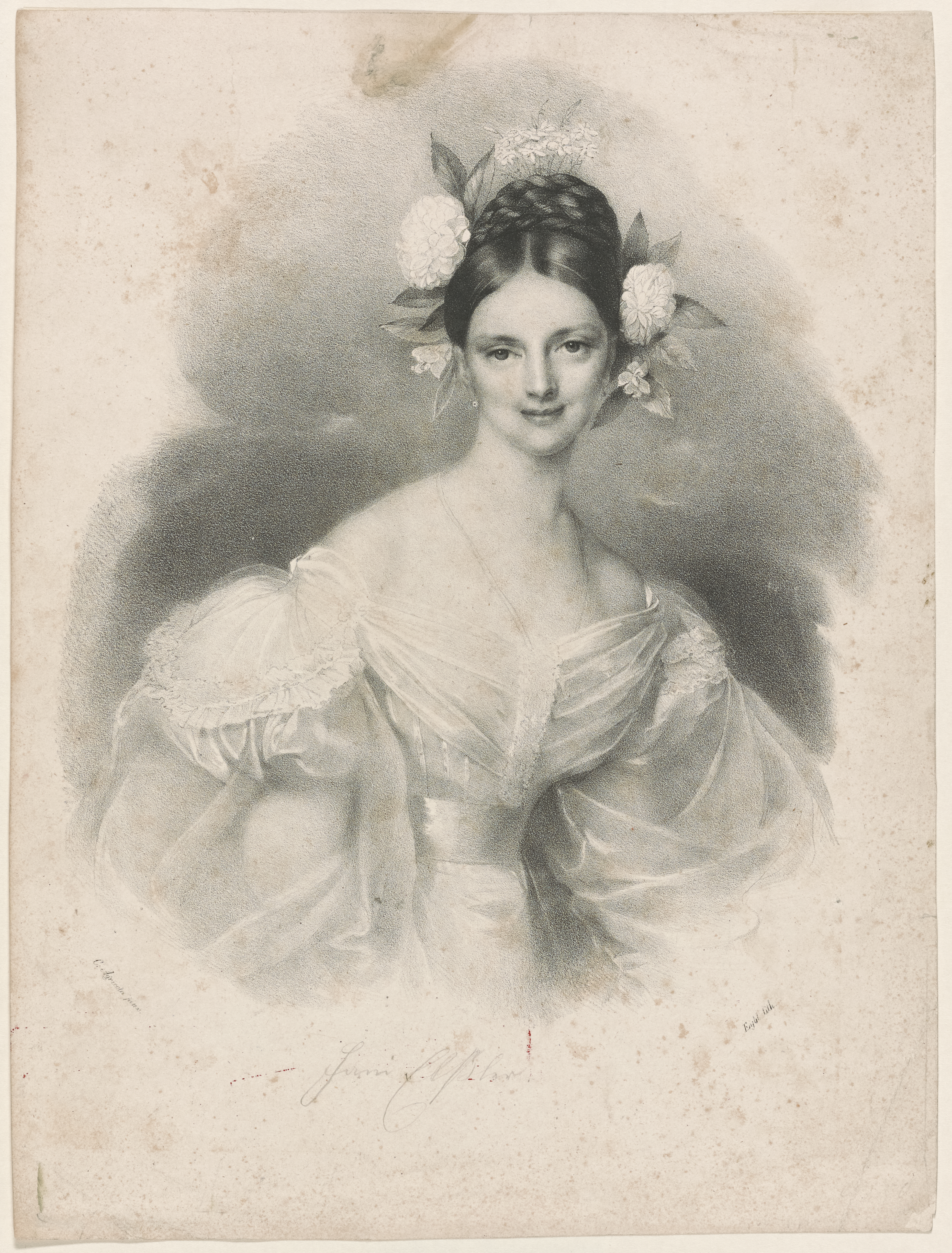
Fanny Elßler (1831)

- 27. November: Fanny Elßler, österreichische Tänzerin (* 1810)
- 30. November: Siegfried Abt, Schweizer Jurist, Journalist und Diplomat (* 1844)
- 08. Dezember: Sigmund Lebert, deutscher Musikpädagoge (* 1821)
- 10. Dezember: Jules Bastien-Lepage, französischer Maler (* 1848)
- 10. Dezember: Eduard Rüppell, deutscher Naturwissenschaftler und Afrikaforscher (* 1794)
- 13. Dezember: Lars Anton Anjou, schwedischer Kirchenhistoriker, Politiker und Geistlicher (* 1803)
- 18. Dezember: Hermann von Abendroth, sächsischer Politiker (* 1807)
- 18. Dezember: Leopold Schoeller, deutscher Unternehmer und Gründer des Teppichkontors Düren (* 1792)
- 20. Dezember: Domenico Consolini, italienischer Kurienkardinal (* 1806)
- 20. Dezember: José Lorenzo Buenaventura Güell y Renté, kubanisch-spanischer Politiker und Schriftsteller (* 1818)
- 24. Dezember: August Otto, österreichischer Kaufmann (* unbekannt)
- 29. Dezember: Johann Petzmayer, deutscher Zitherspieler (* 1803)

### Genaues Todesdatum unbekannt
- Tomàs Aguiló i Forteza, mallorquinischer Dichter, Schriftsteller und Journalist (* 1812)
- Louis Aickelin, württembergischer Skribent, Kopist und Fotograf (* 1810)
- Carl Berthold, württembergischer Musiker, Feuerwerker und Fotograf (* 1818)
- Mirza Sa'id Khan Ansari, persischer Außenminister (* 1816)
- John Player, britischer Unternehmer (* 1839)